# 彼得·保罗·鲁本斯
彼得·保罗·鲁本斯爵士（荷蘭語：Sir Peter Paul Rubens，1577年6月28日—1640年5月30日），画家，巴洛克画派早期的代表人物。魯本斯的畫有濃厚的巴洛克風格，強調運動、顏色和感官。魯本斯以其反宗教改革的祭壇畫、肖像畫、風景畫以及有關神話及寓言的歷史畫聞名。
魯本斯經營一家安特衛普的大型畫室，繪製許多著名的畫作，也是歐洲知名的藝術收藏家。魯本斯接受良好的文藝復興人文主義教育，本身也是外交官，曾被西班牙國王費利佩四世及英格蘭國王查理一世冊封為骑士。

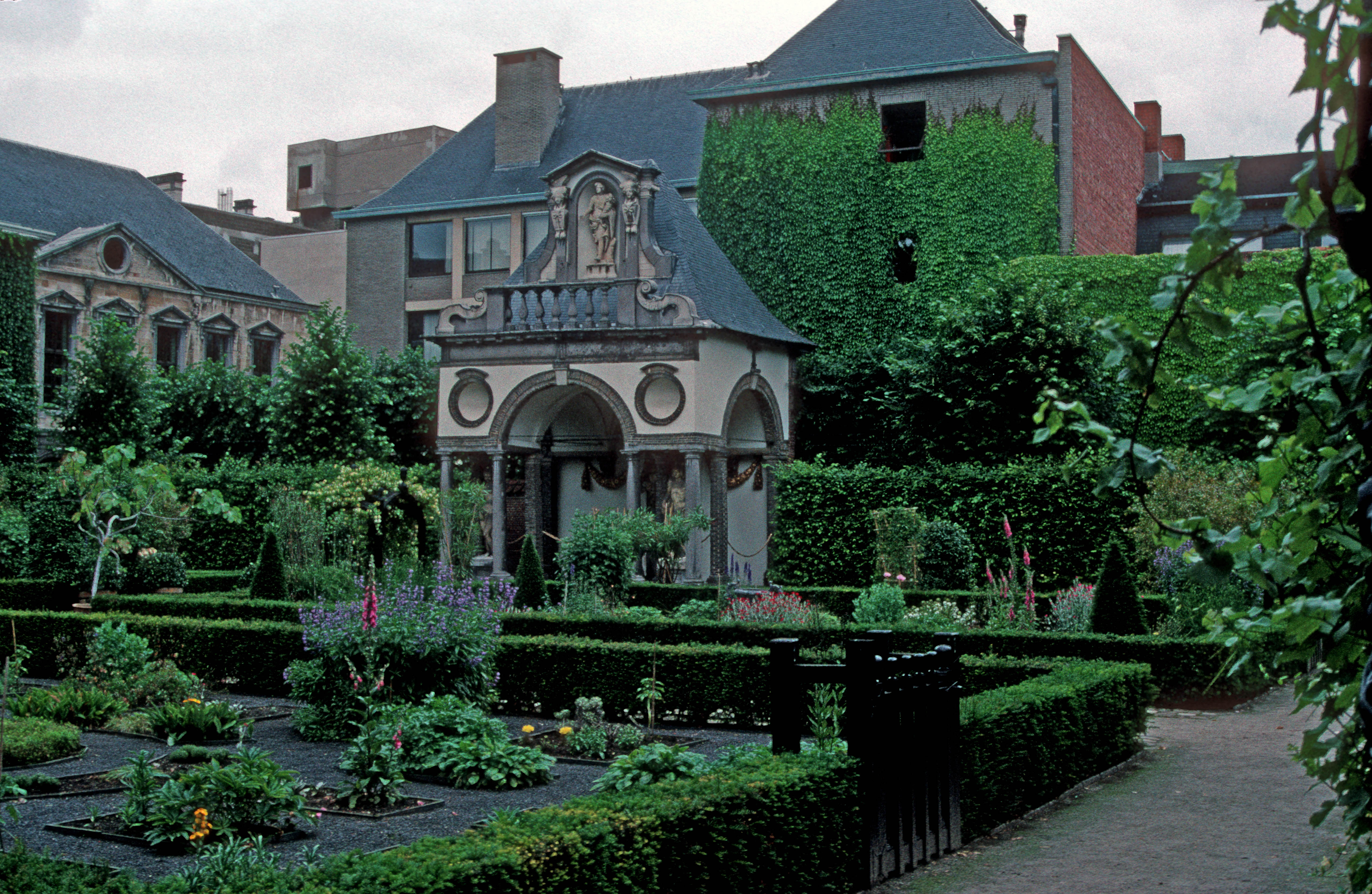
鲁本斯故居中鲁本斯規劃的花園

## 生平
鲁本斯出生于德国锡根，父亲讓·鲁本斯（Jan Rubens）是一名原籍西班牙屬尼德蘭（今比利時）安特卫普的新教律师，为了逃避西屬尼德蘭第三代阿爾瓦公爵的宗教迫害，在1568年逃到德国科隆。
讓·鲁本斯後來成為奥兰治威廉一世第二任妻子薩克森的安娜的法律顧問（及情夫），在1570年住在她位于錫根的家中，而且後來像父親般地養育安娜在1571年出生的女兒克里斯汀。
讓·鲁本斯因緋聞而入獄，之後彼得·保羅·魯本斯在1577年出生，隔年全家回到科隆，在他的父亲去世后，12岁的鲁本斯跟随母亲回到了西班牙统治下的家乡安特卫普，并在那里接受了天主教洗礼。而宗教也成为鲁本斯画家生涯中十分重要的一个主题，鲁本斯後來成為著名的天主教反宗教改革畫家。鲁本斯曾說：「我的熱情不是來自地上的靈感，是來自天上的。」
少年时期的鲁本斯曾在一个伯爵夫人家里做侍童，因此有机会接受正统的贵族式教育，精通多种语言。后来又在母亲的安排下从师几位画家，21岁时他便获得安特卫普画家公会的承认，成为一名正式的画家。
1600年，鲁本斯前往意大利继续学习绘画，曾为曼图亚公爵溫琴佐一世·貢扎加作画，能够有机会进一步完善其艺术素养与教育水平。他曾钻研过古罗马画作，并通过摹仿绘画大师们的作品来提高自己的绘画技巧，由于这段经历，他此后的许多画作受到提香、米开朗基罗和卡拉瓦乔等人的风格影响很大。这一时期鲁本斯的绘画风格已经基本成熟，也因其出色的画作与圆滑的为人，获公爵提拔为大使，获得经常访问西班牙与意大利各城市的机会。这期间他所创作的名画包括《莱尔马公爵骑马像》、《圣海伦娜》、《竖起十字架》、《基督戴荆冠》，带有威尼斯画派的风格。

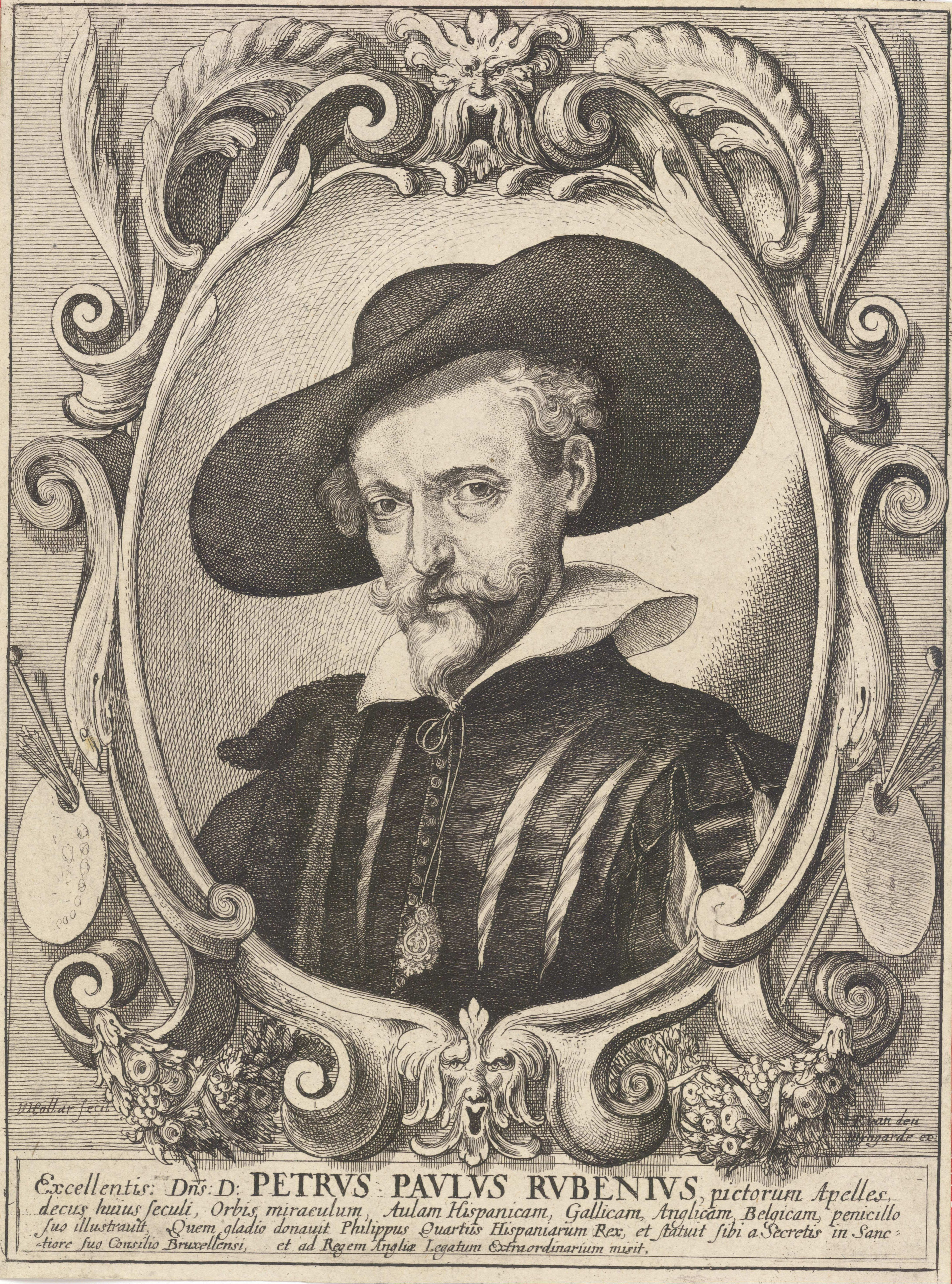
彼得·保罗·鲁本斯

1608年，鲁本斯的母亲去世，鲁本斯回到安特卫普，成为了布鲁塞尔宫廷画家，一年以后他迎娶了安特卫普当地一名杰出的人文主义者的女儿伊莎贝拉（Isabella Brant，1591年-1626年7月15日）。他为安特卫普主教座堂所画的两副祭坛画作品《上十字架》与《下十字架》确立了他作为比利时最杰出宗教画家的地位。这一时期可以算是鲁本斯绘画生涯的颠峰，欧洲许多王室与贵族宫廷都纷纷向他订画，一是因为他的绘画作品气势宏伟、色彩丰富且充满动感，为欧洲的达官显要所喜爱，另一方面也因他良好的社会关系与声望：具有出色外交才华与博学的鲁本斯与当时欧洲几乎所有的显赫家族都有交情。由于订单应接不暇，鲁本斯在安特卫普创建了一间私人画室，雇佣了许多颇有才能的画家做其助手。他的大部分画作都集中在宗教题材、人物肖像和古代神话故事中，著名的画作包括了《劫夺留西帕斯的女儿》、《玛丽·美迪奇的生平》等，其肖像画作品更是在欧洲上流社会受到极大欢迎。
从1621年至1630年间，鲁本斯得到西班牙王室的委任，出访欧洲多国进行外交工作，其中最著名的成就就是成功为西班牙和英国缔结了友好关系。为此他被查理一世封爵，并还为伦敦的宫廷白厅做过一幅题为《祝福和平》的天顶画。鲁本斯本人也显然很喜欢这种外交工作，曾评论说“画画是我的职业，当大使是我的爱好。”
在第一任妻子伊莎贝拉去世4年后，53岁的鲁本斯又娶了16岁的海伦娜（Hélène Fourment，1614年4月1日-1673年7月15日）为妻，海伦娜也成为多幅鲁本斯晚期作品中的模特儿，包括了《海伦娜在花园里》、《裹在大衣里的海伦娜》和《皮毛装束的海伦娜》等。
魯本斯在1640年5月30日中因為慢性痛風引起的心臟衰竭而過世，埋葬在安特衛普的聖雅各教堂。他与海伦娜育有5名子女，最小的一个在他去世8个月后才出生。他与伊莎贝拉也育有3名子女。

## 艺术
鲁本斯对欧洲绘画产生过重大影响，包括德拉克洛瓦、约翰·康斯特勃和皮埃尔-奥古斯特·雷诺阿等人，都受到过他的画风影响。法國至十七世紀後半開始至十八世紀早期，流行一種魯本斯風格的藝術風潮，主張色彩比線條重要。

### 工作室
鲁本斯的油画作品可以被分为三类：他亲手画的，他画过一部分的（主要是手和脸），以及他仅担任监督指导的。和当时的一般情形一样，他有一个大型畫室，裡頭有许多学徒和学生，他們其中一些人後來自己也变得很出名（例如安东尼·范·戴克）。他还常常转包大作品中的一些小部分（比如动物或静物）给一些专门画家（比如法兰西·席得斯）或是其他的画家（比如雅各布·乔登斯）。

### 作品价值
在2002年7月10日的一次苏富比拍卖行的拍卖中，鲁本斯刚刚被发现的一幅作品《对无辜者的大屠杀》被汤姆森勋爵以4950万英镑的惊人价格成交，在当时创下了古典油画作品的新纪录。

## 精選作品

宗教畫
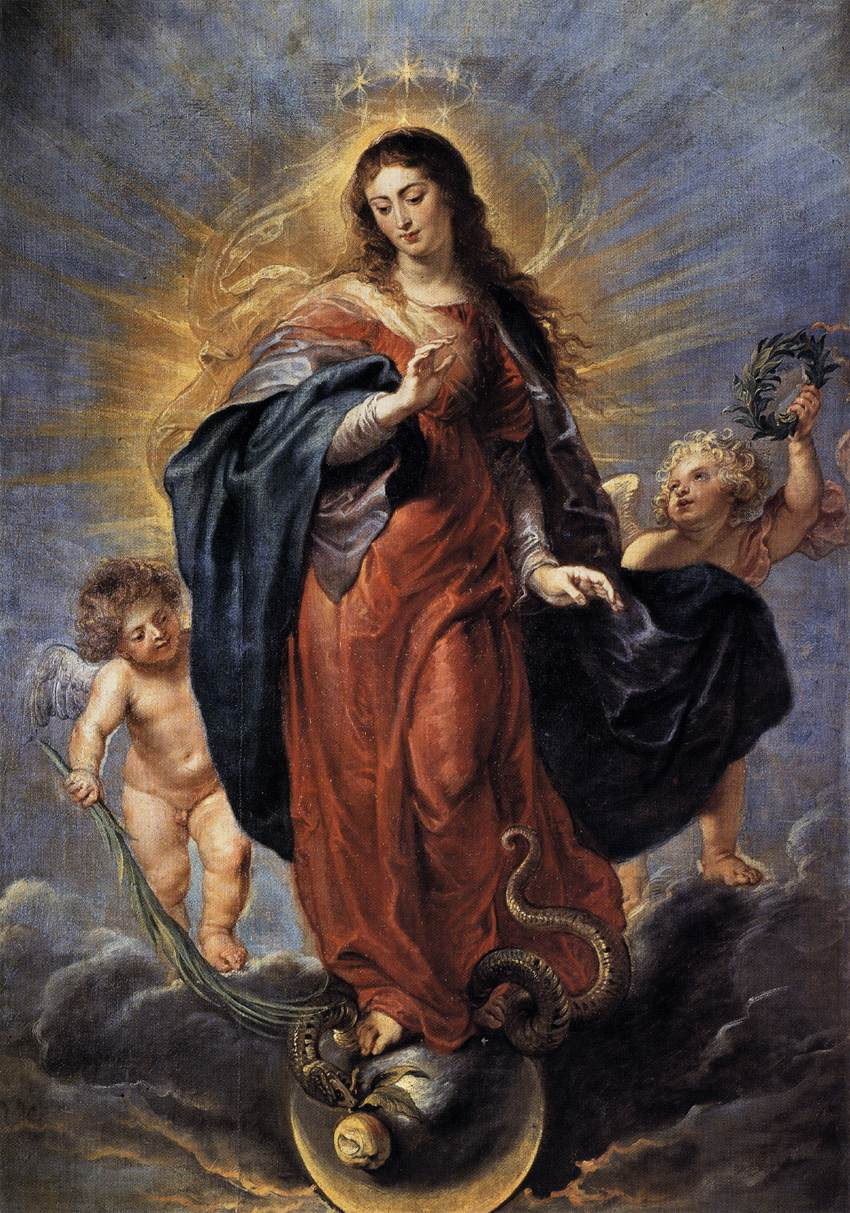
无原罪聖母
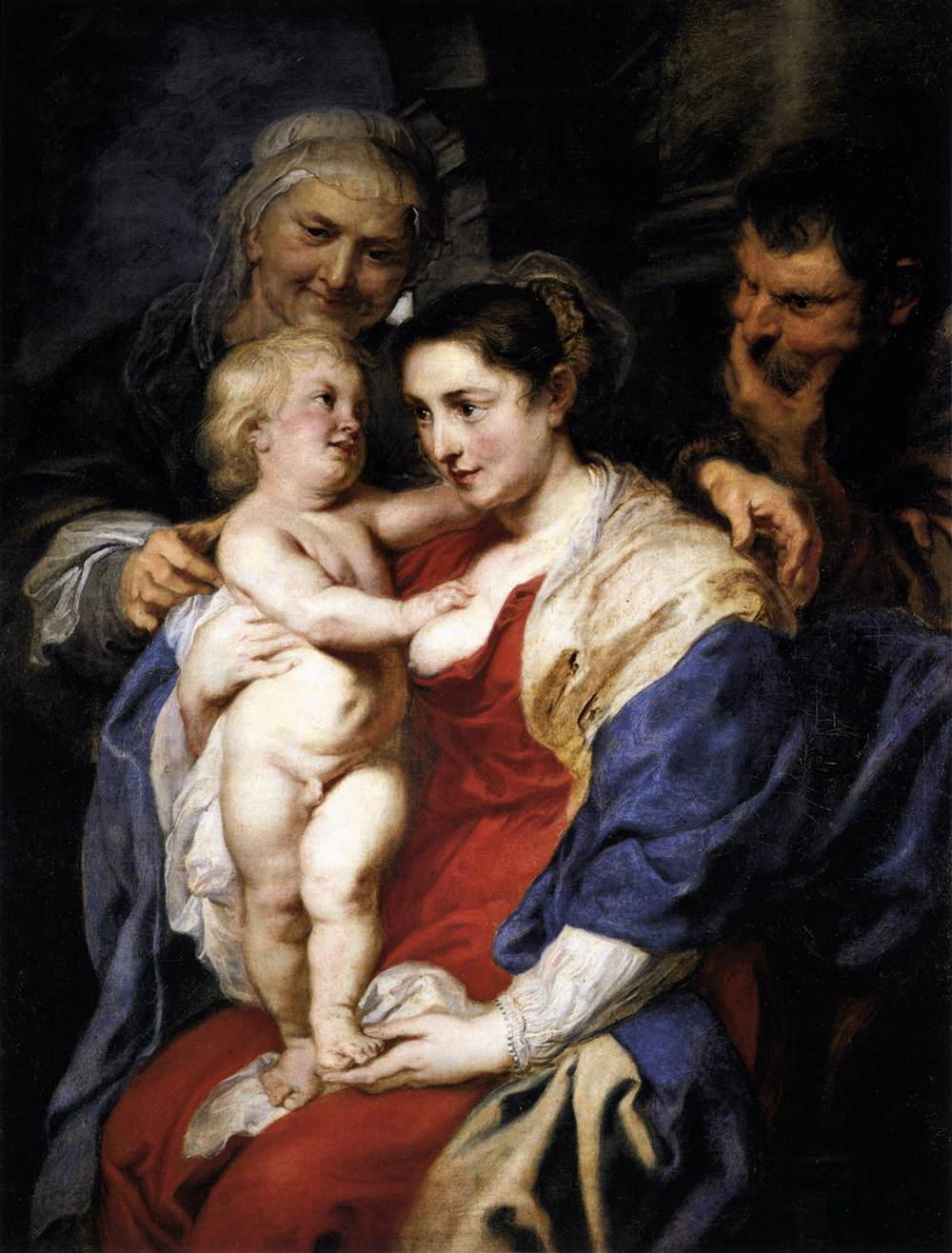
圣家
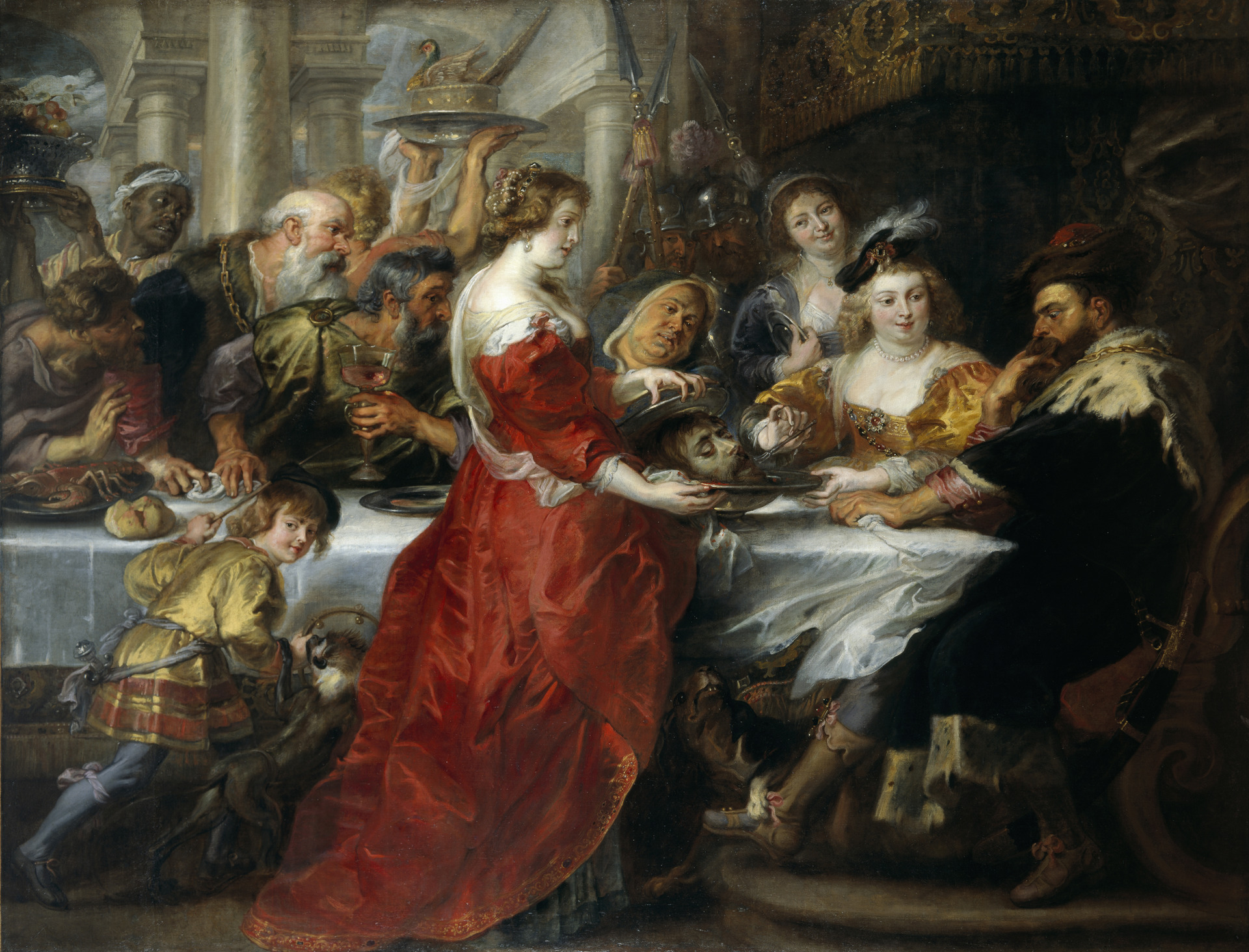
Herodes的盛宴
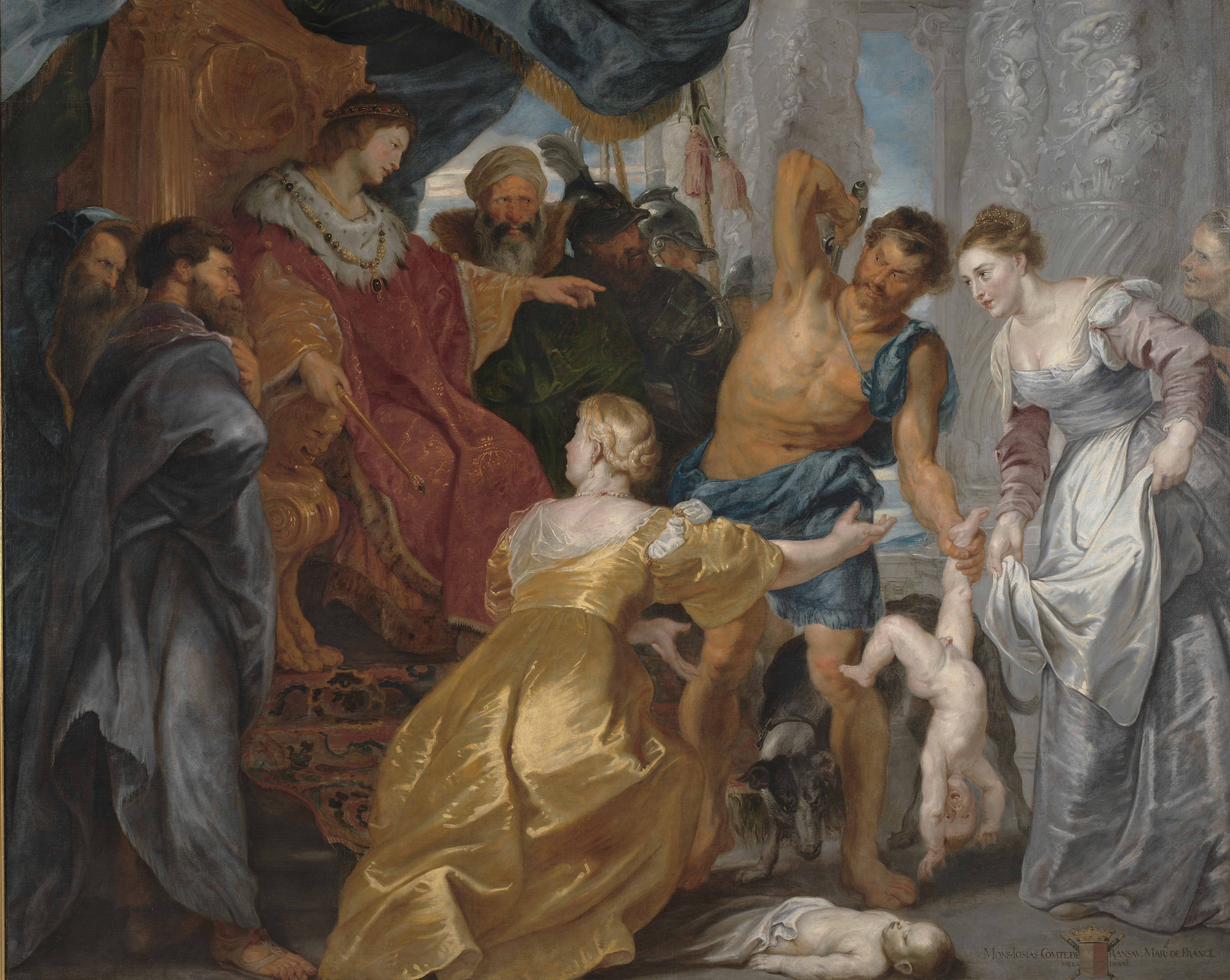
所羅門王
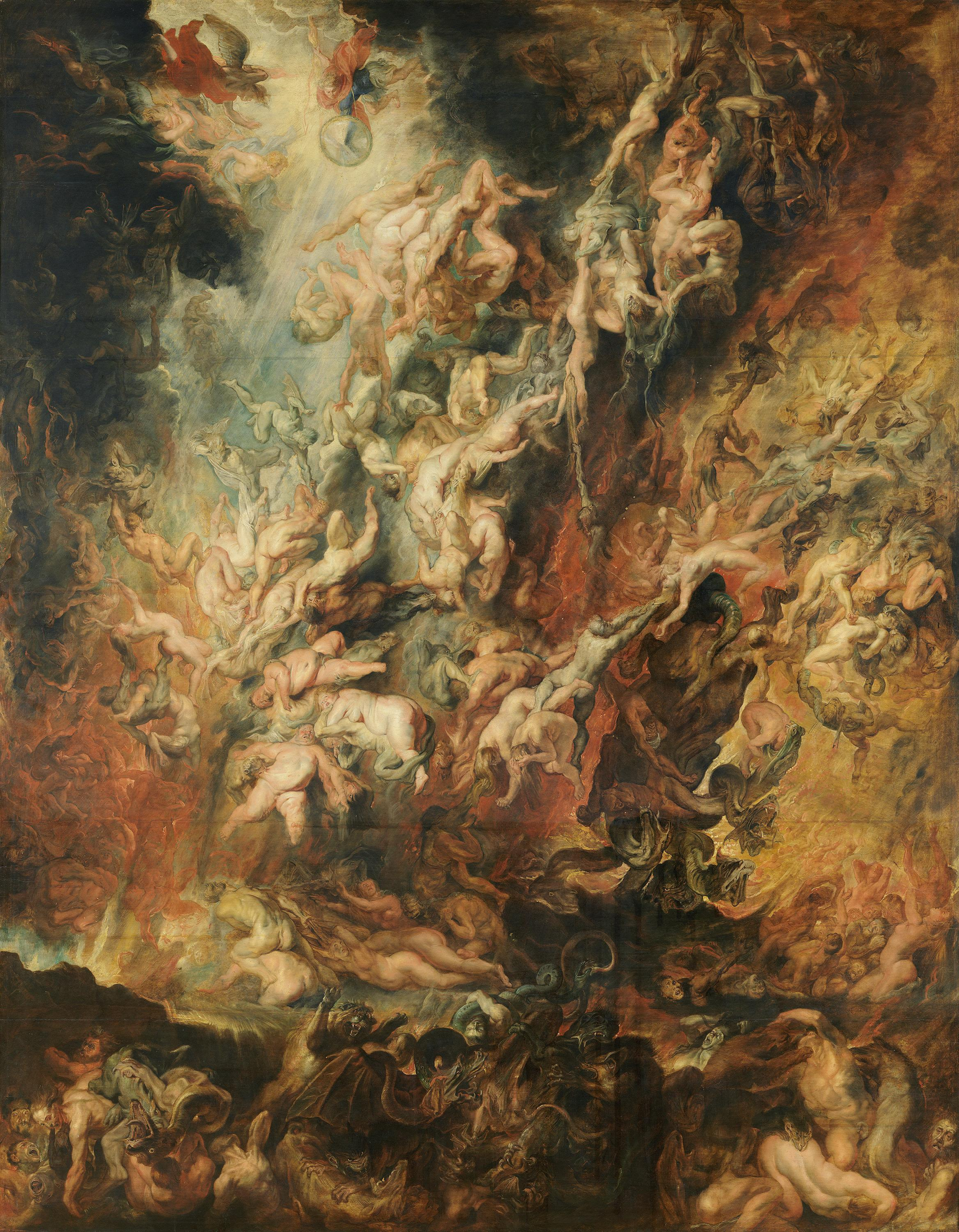
被诅咒者的堕落

早期作品
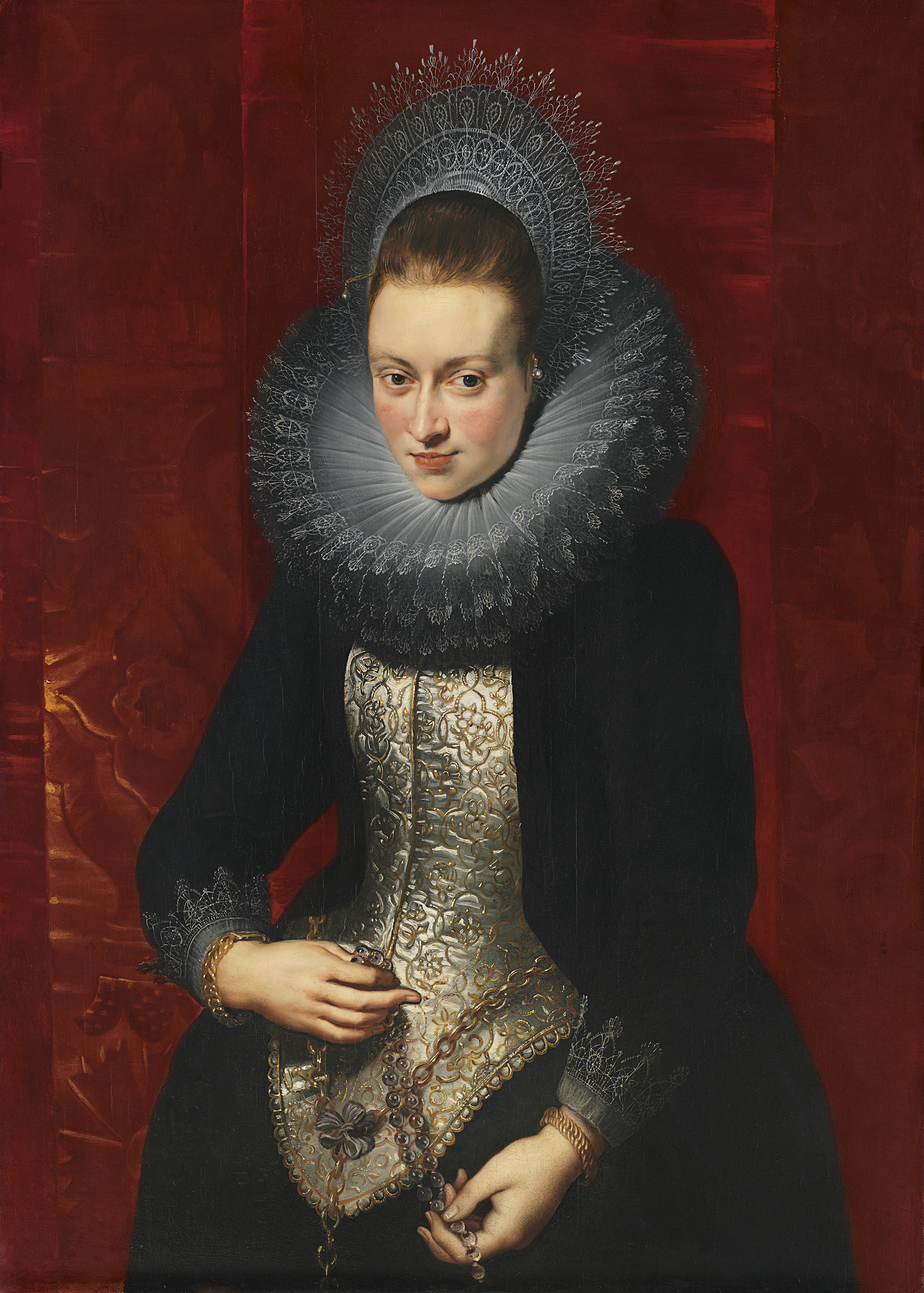
年轻女子与玫瑰的肖像，提森-博内米萨博物馆，1609年
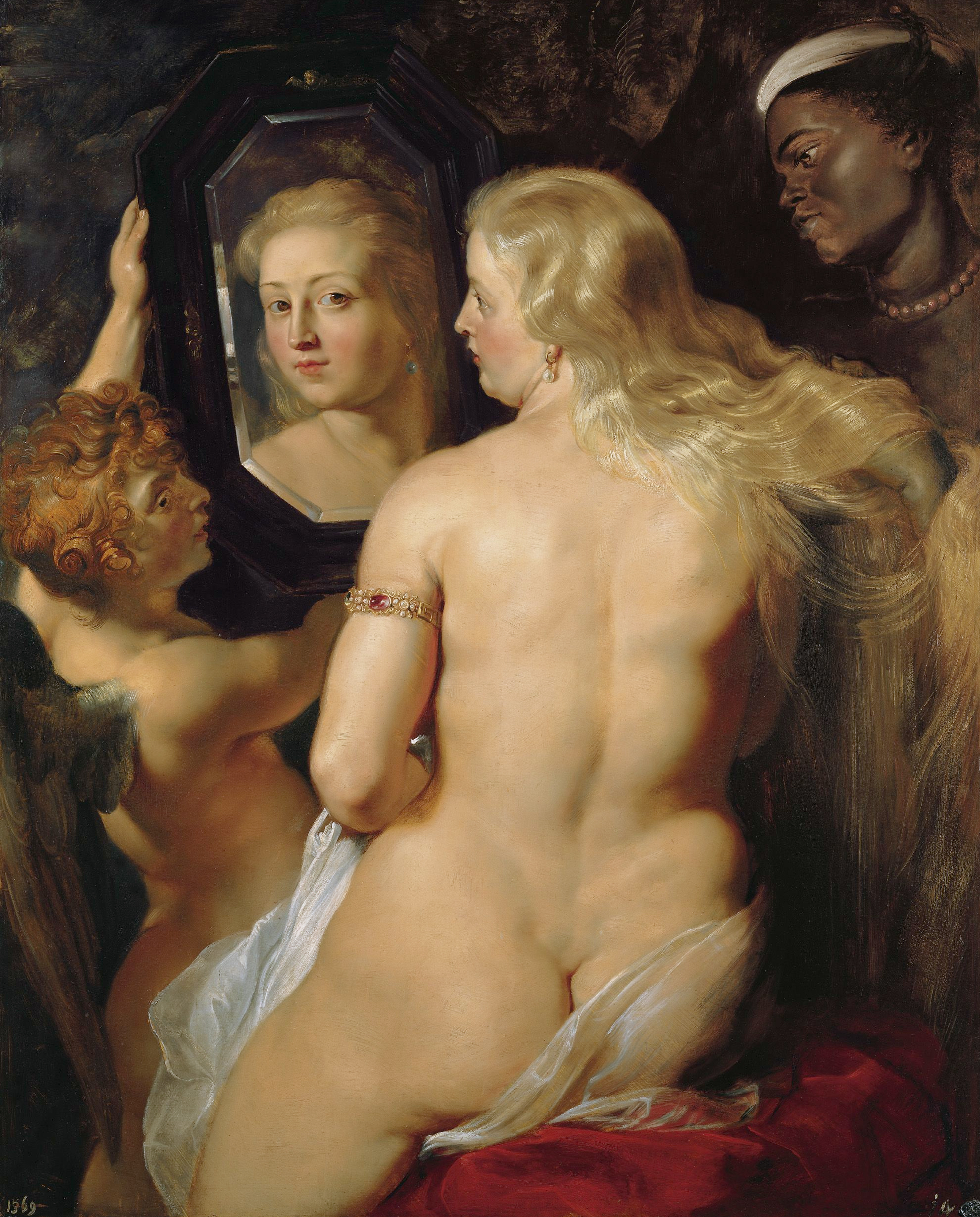
鏡中的維納斯，1615年
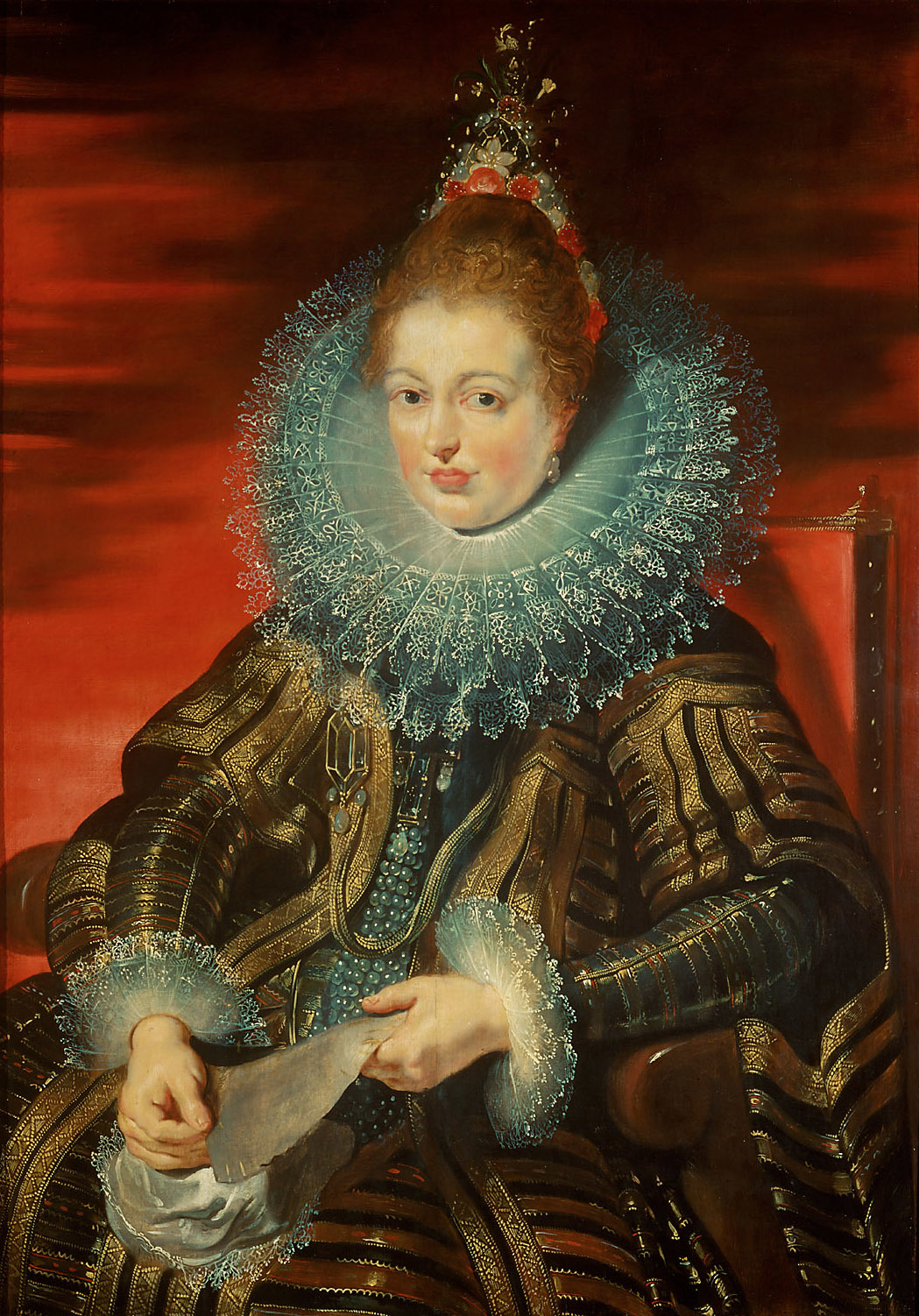
伊莎贝拉·克拉拉·尤金尼亚公主(1566–1633)，1615年
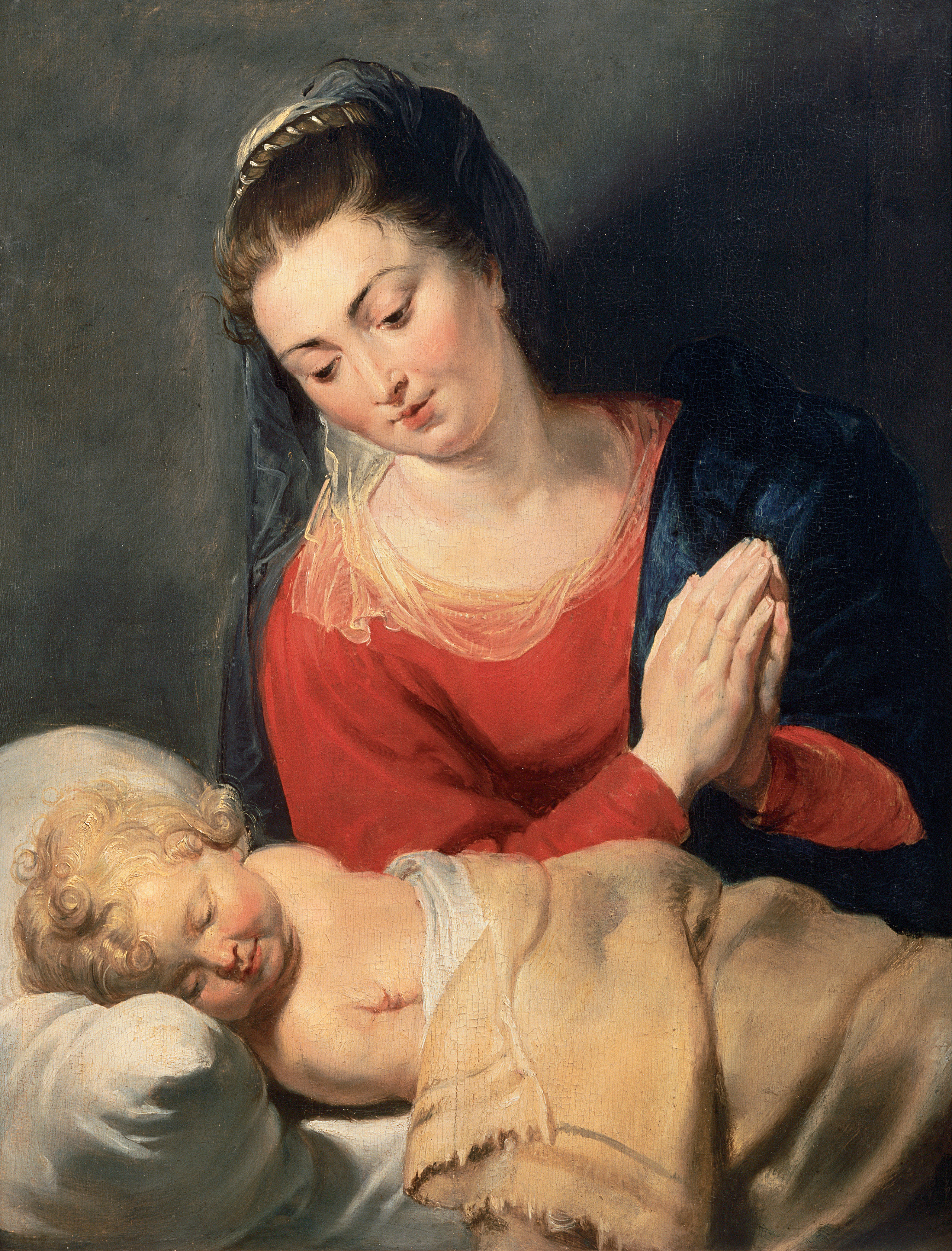
处女在圣婴耶穌前崇拜，1615年
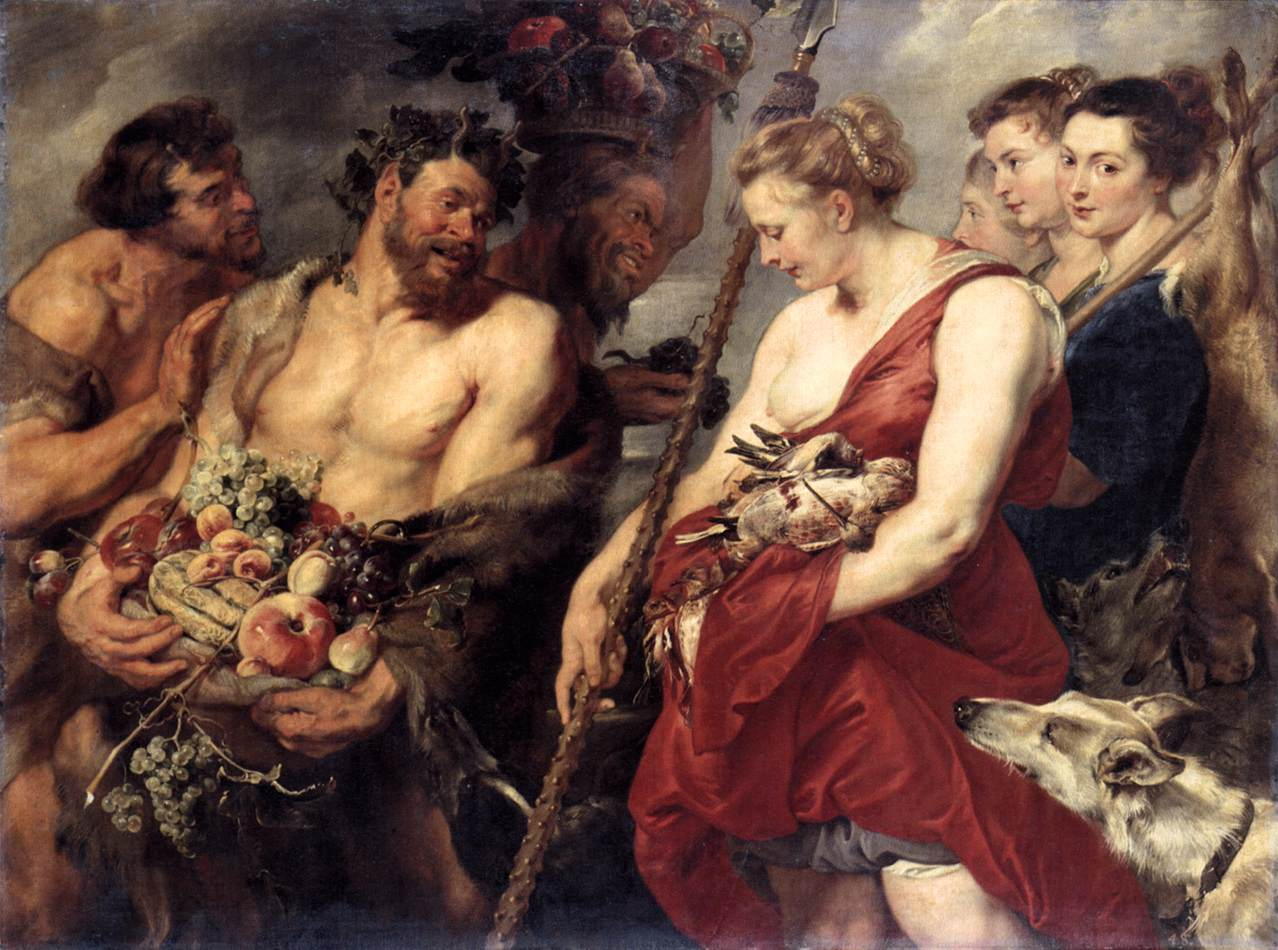
打獵回來的戴安娜，1615年
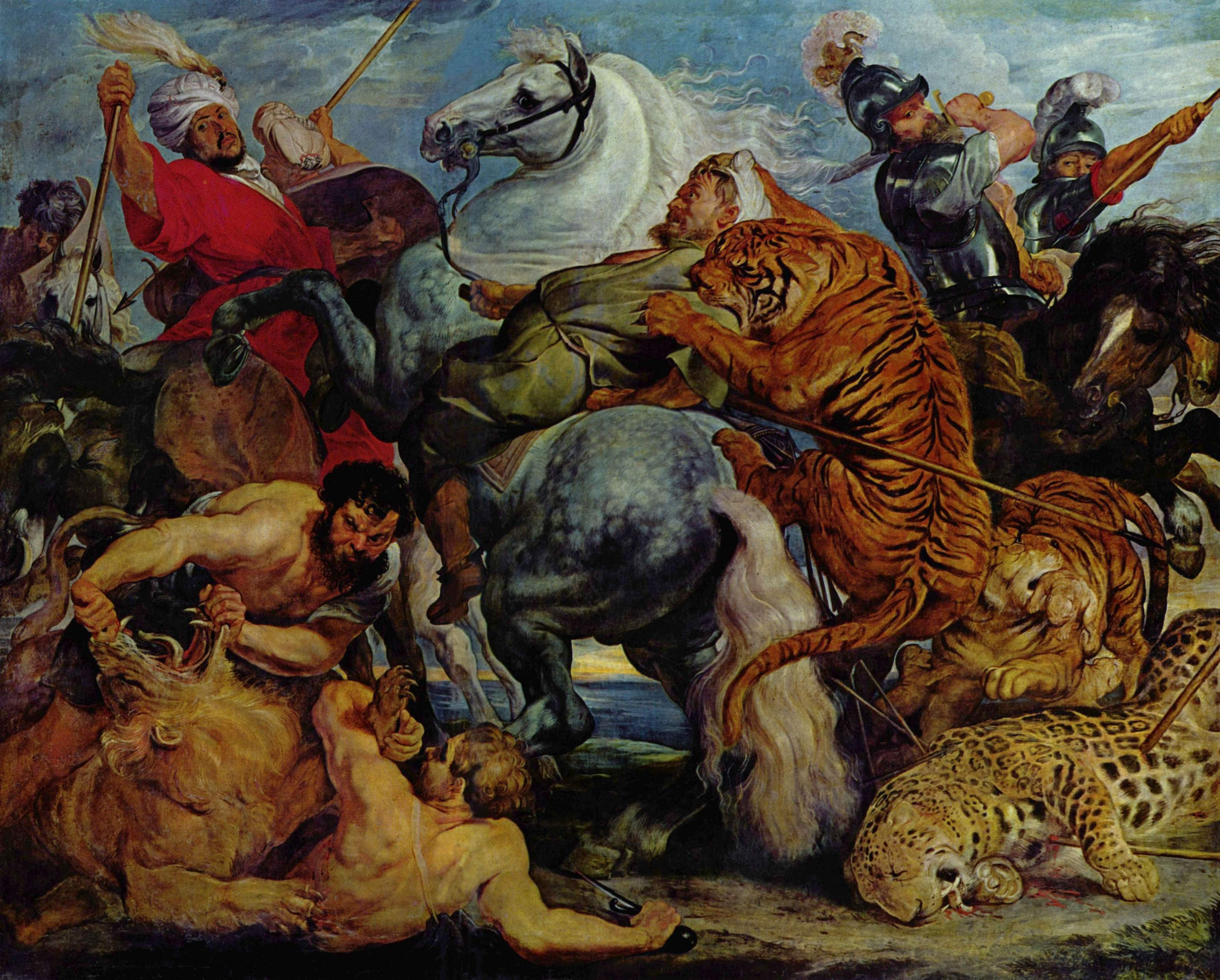
獵虎，1617-1618年
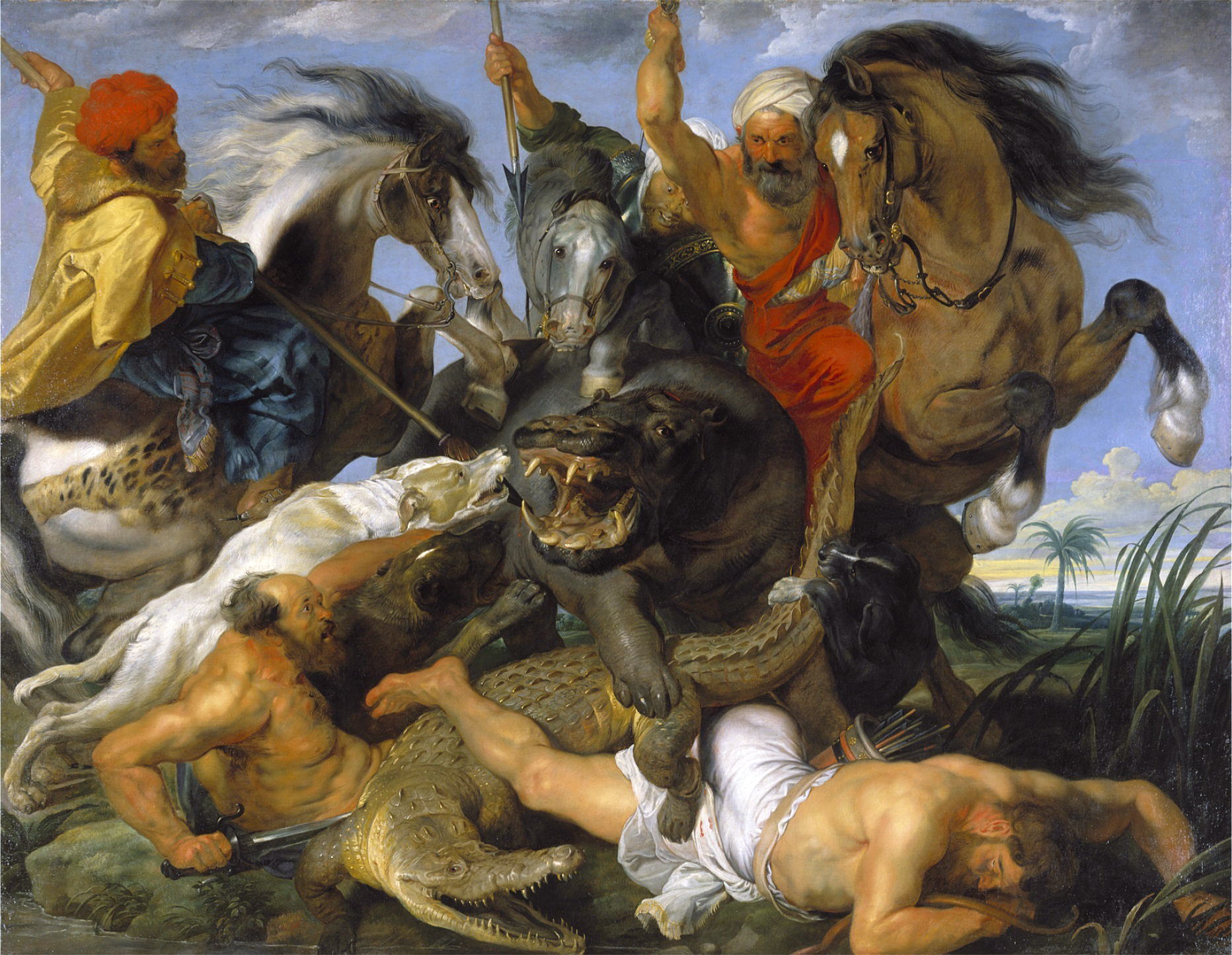
獵河馬及鱷魚（英语：The Hippopotamus and Crocodile Hunt），1616年
劫奪留西帕的女兒（英语：The Rape of the Daughters of Leucippus），1617年

人物畫像
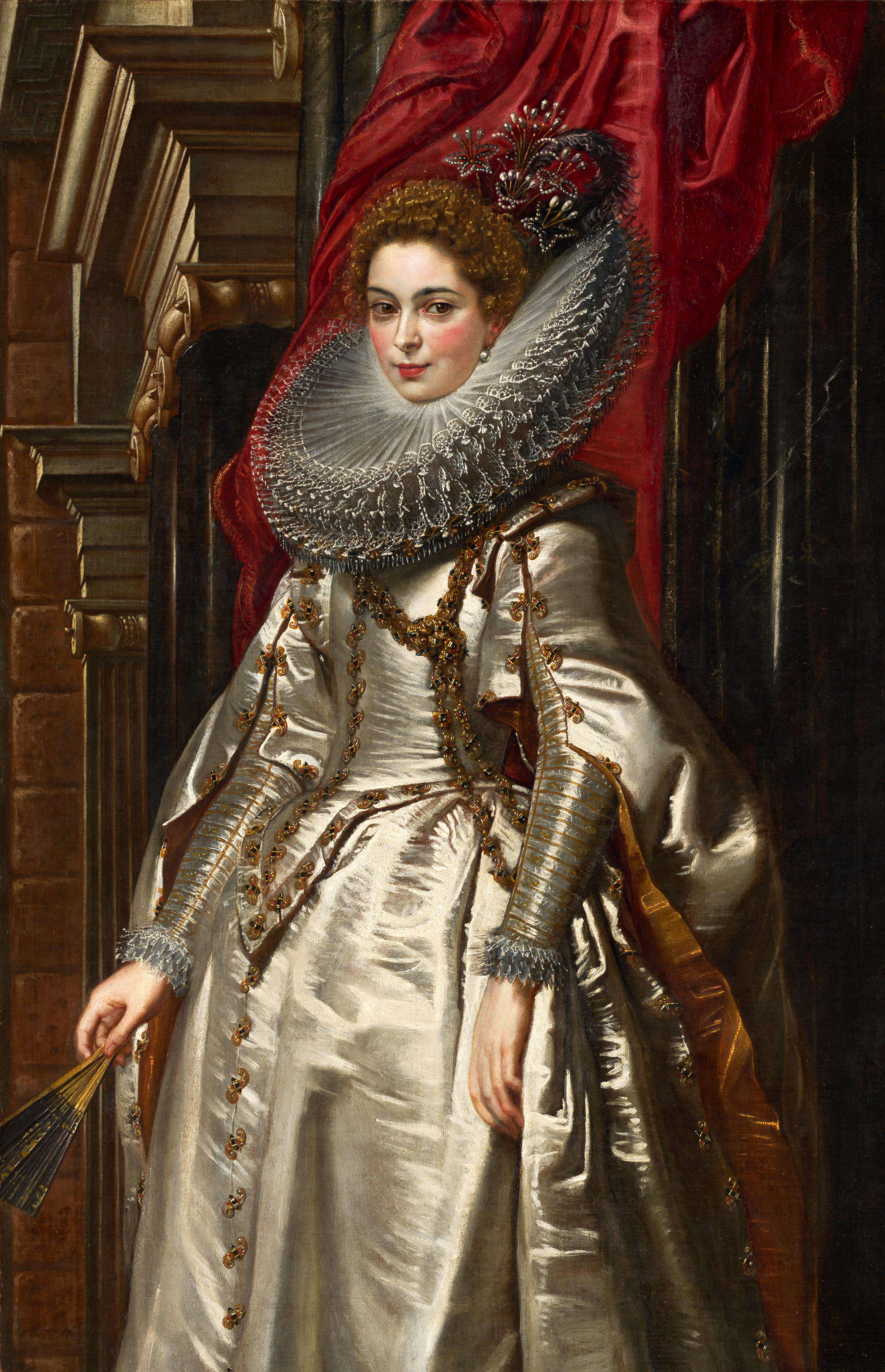
布里吉妲·斯皮诺拉-多利亞侯爵夫人肖像，1606年
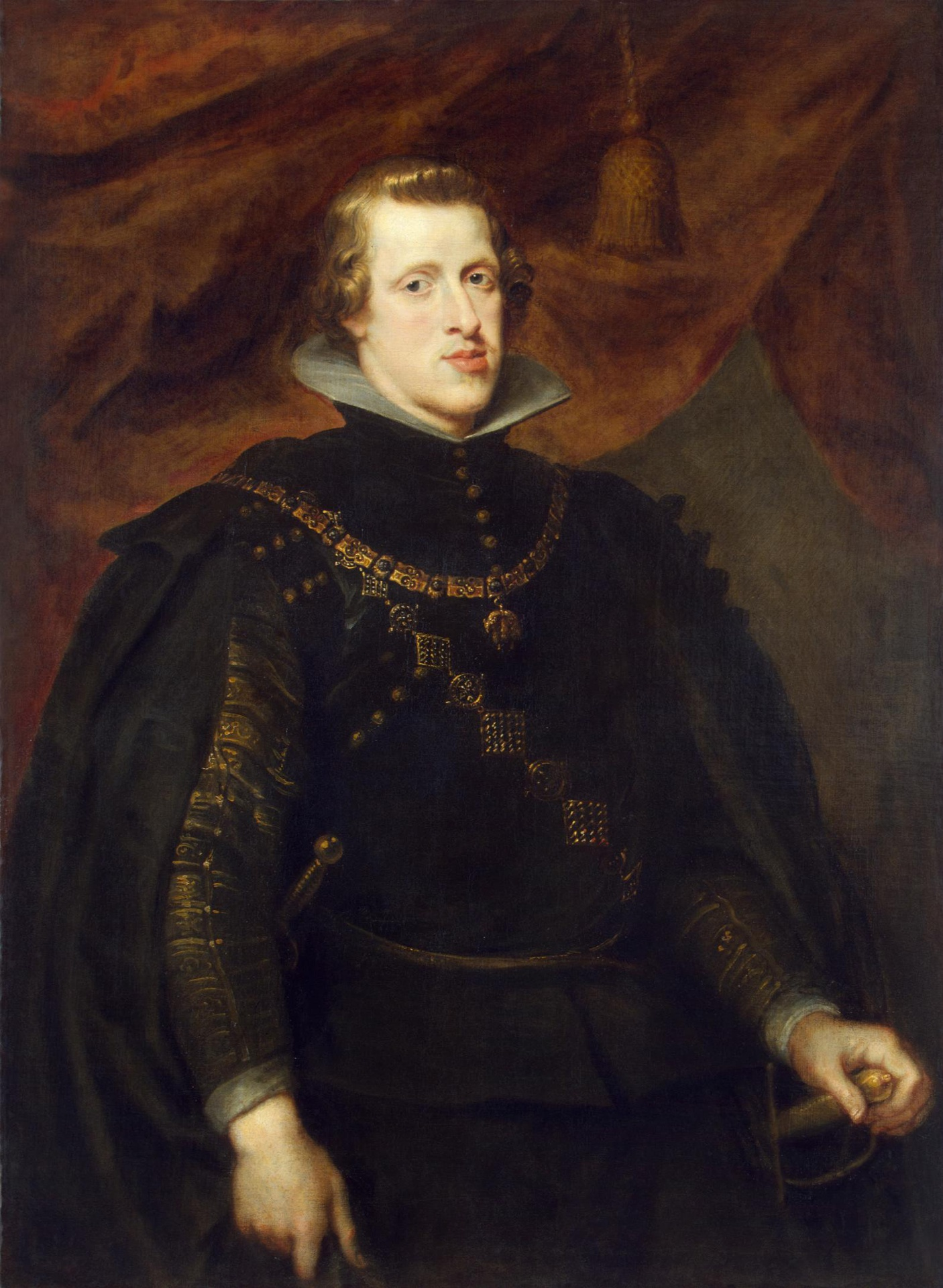
西班牙国王與葡萄牙國王腓力四世的肖像，1628-1629年
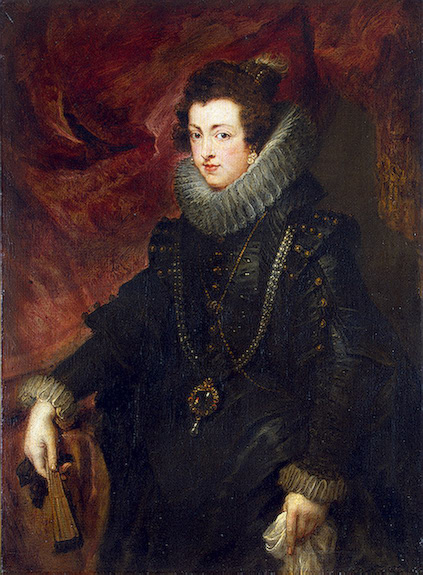
法国伊丽莎白的肖像，1628年
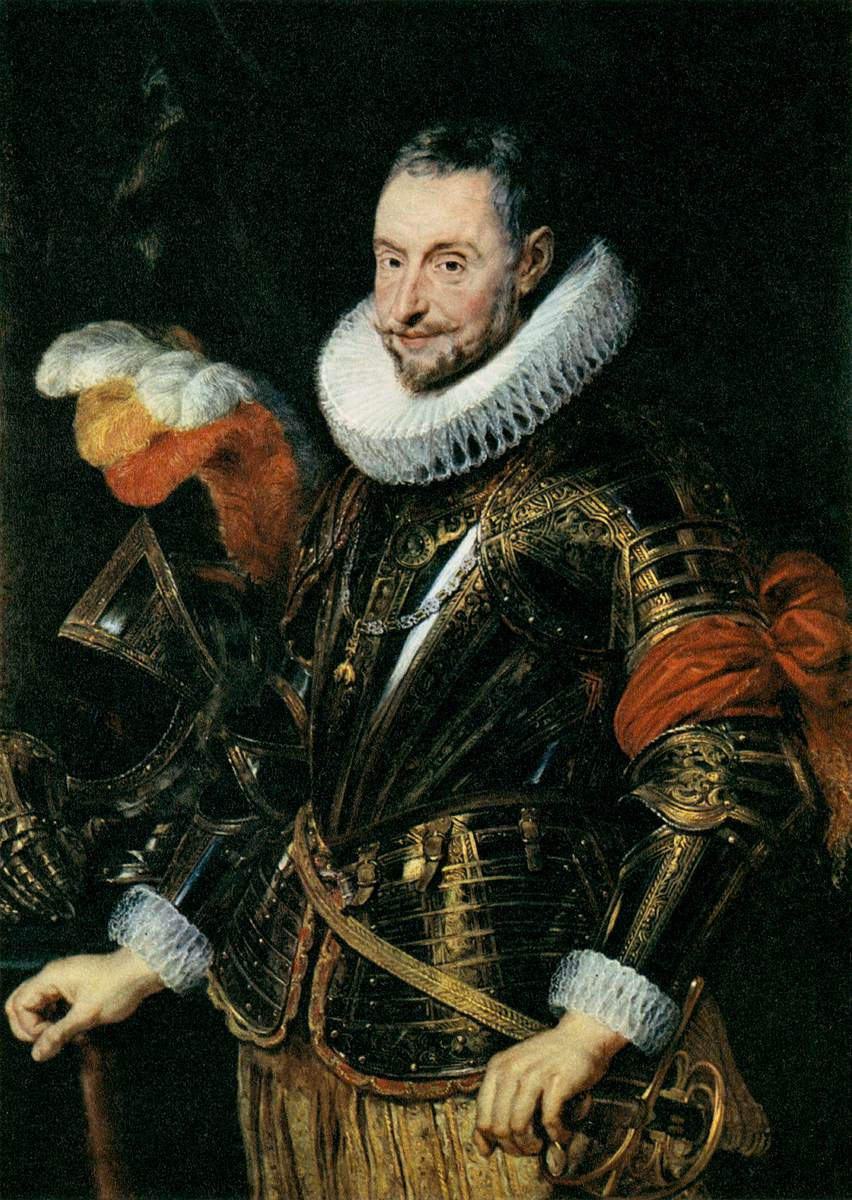
安布罗西奥·斯皮诺拉的肖像，1627年

風景畫
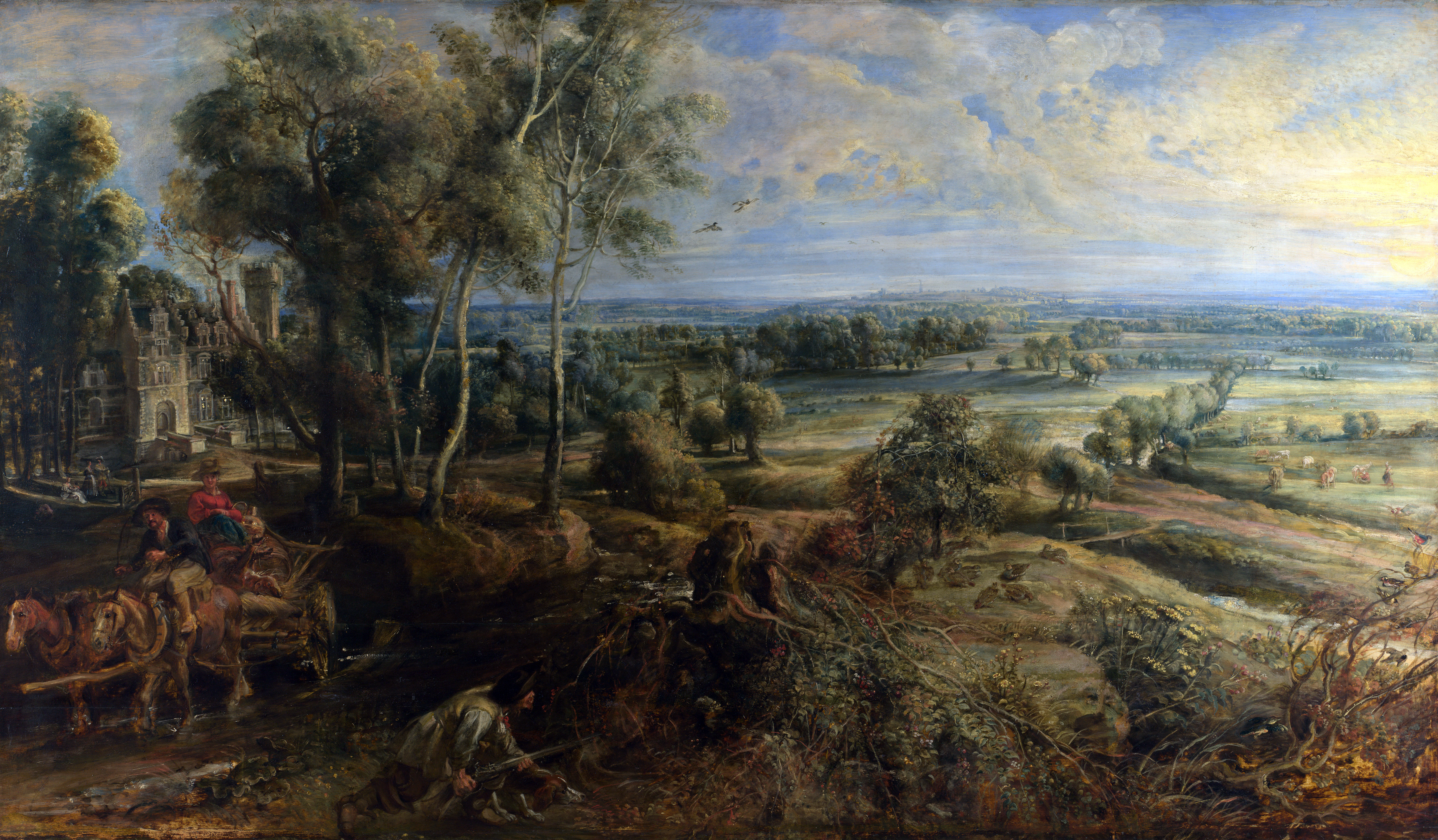
A View of Het Steen in the Early Morning（英语：海特斯蒂恩秋季的清晨景色）
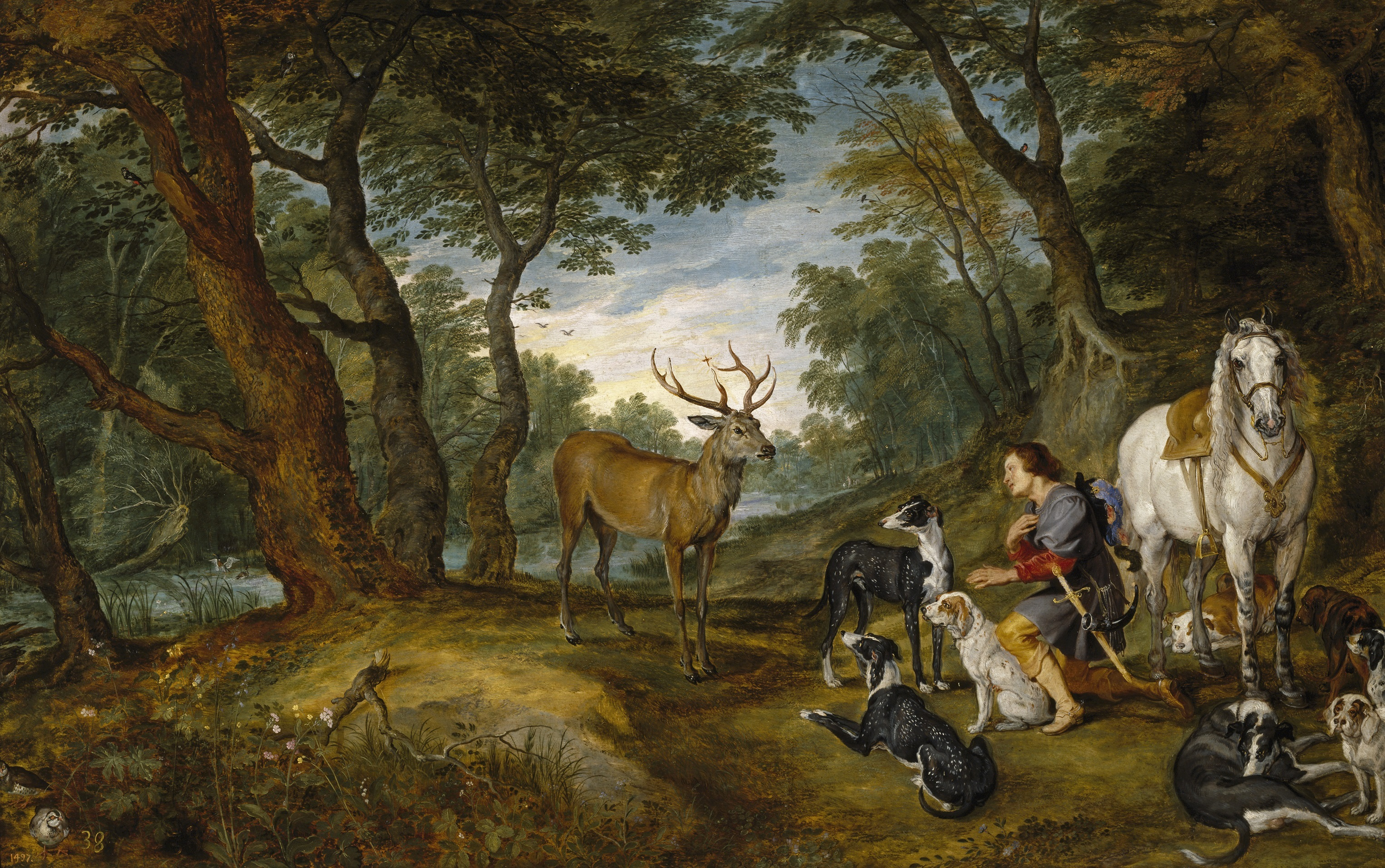
圣休伯特的奇迹，1617年
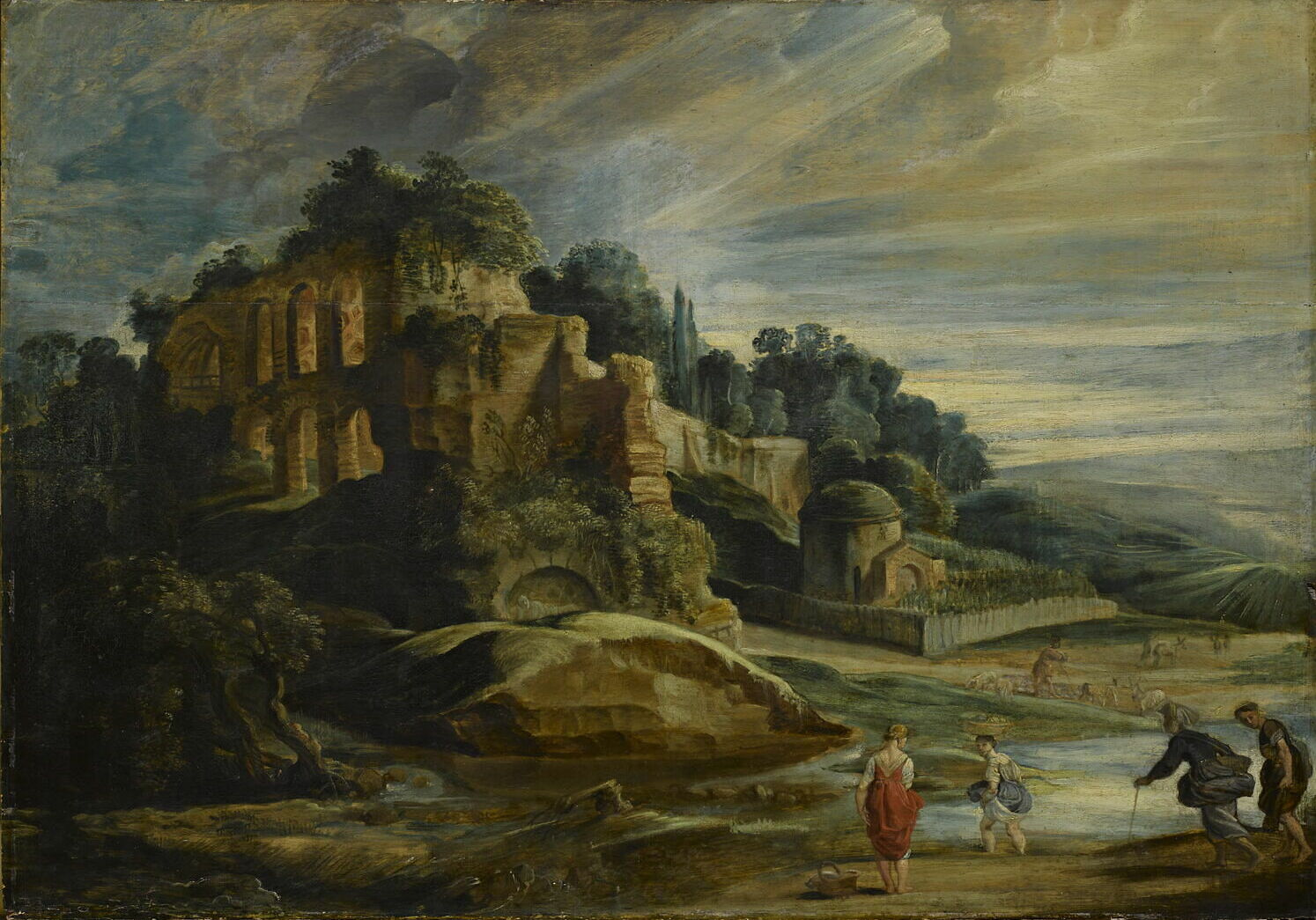
在罗马在帕拉丁山的景观，1615年
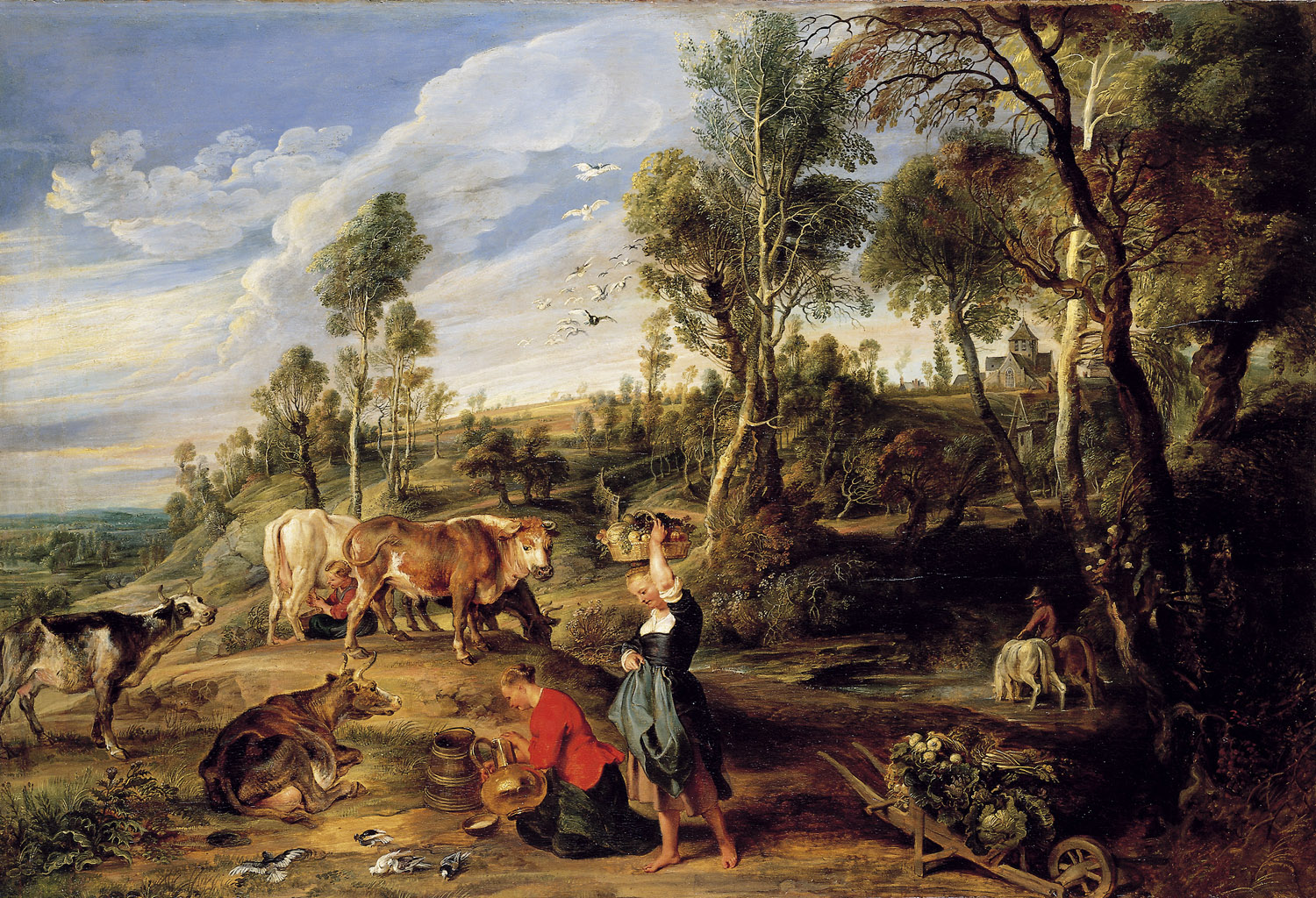
挤奶女工和牛的風景，1618年

神話
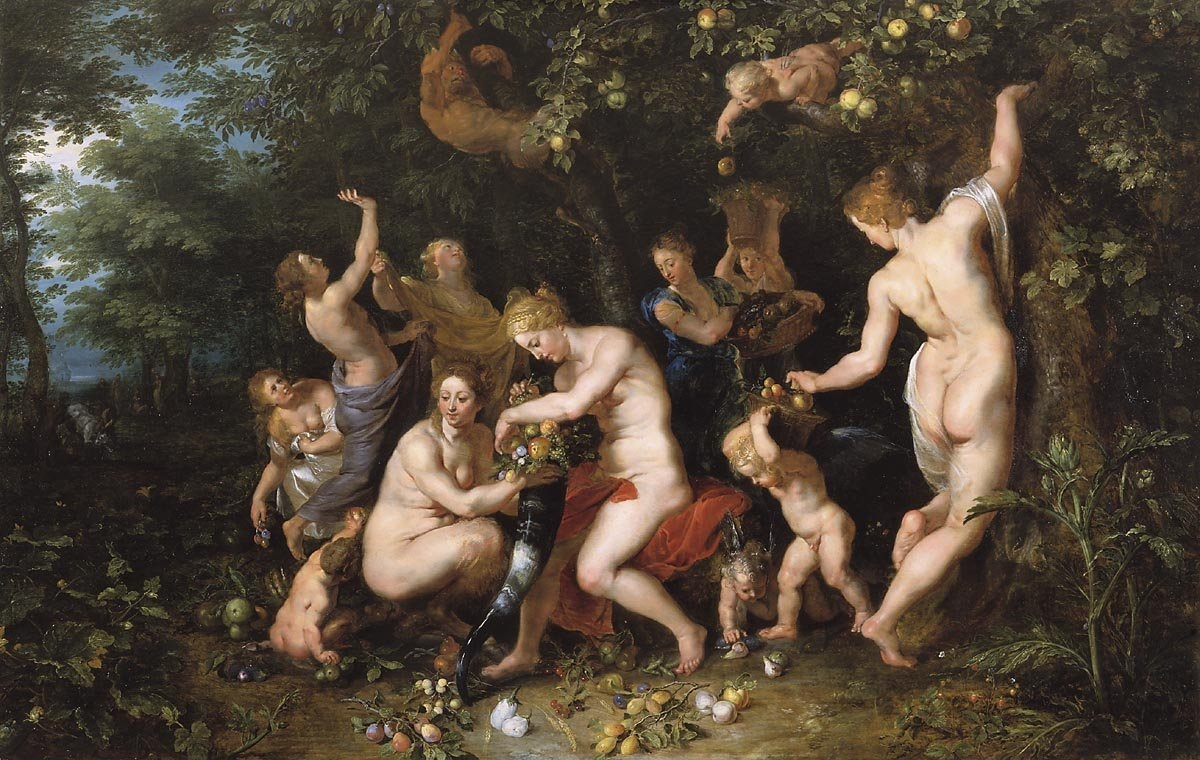
宁芙填滿許多的喇叭，1615年
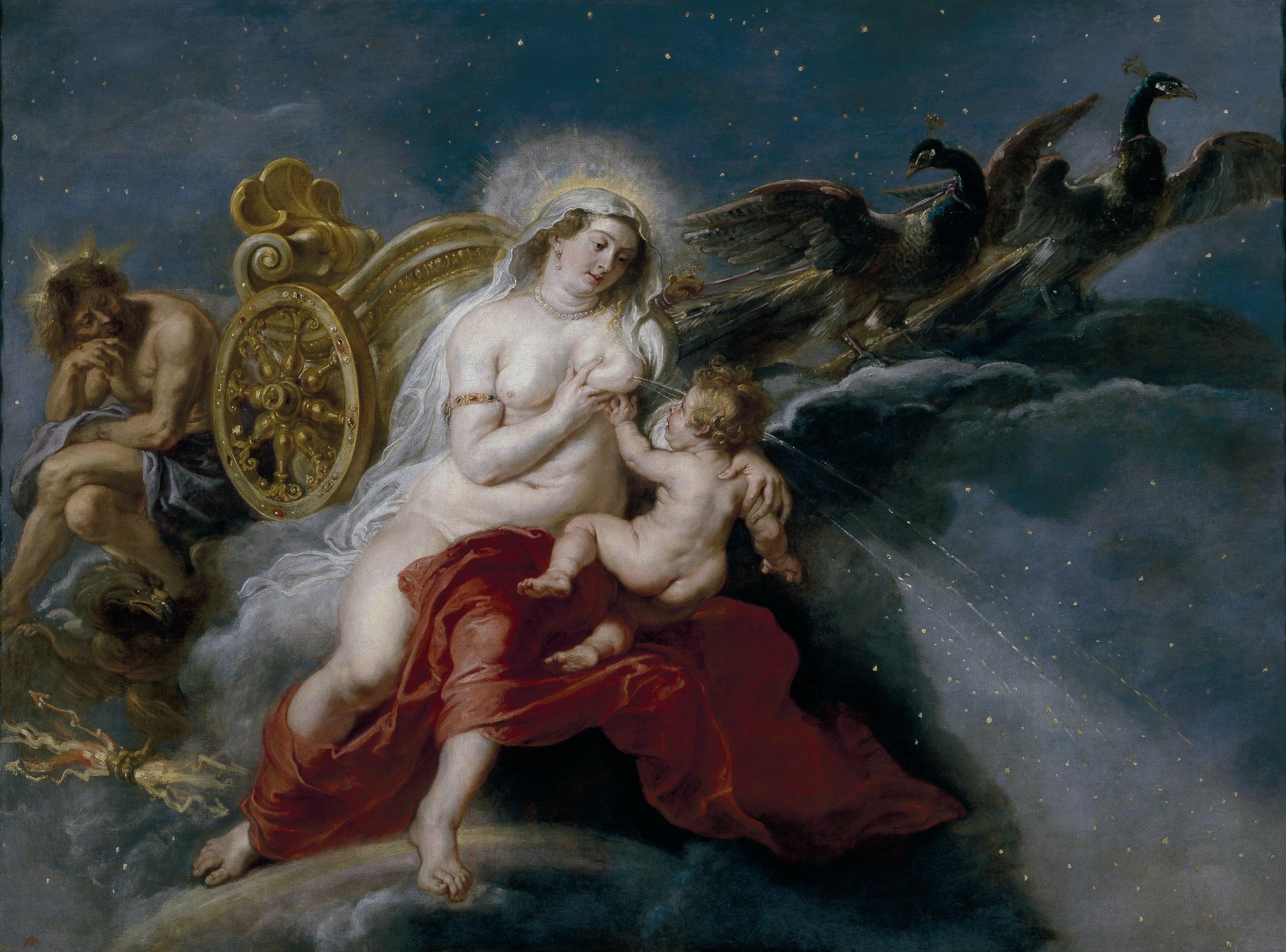
银河系的誕生，1636-1637年
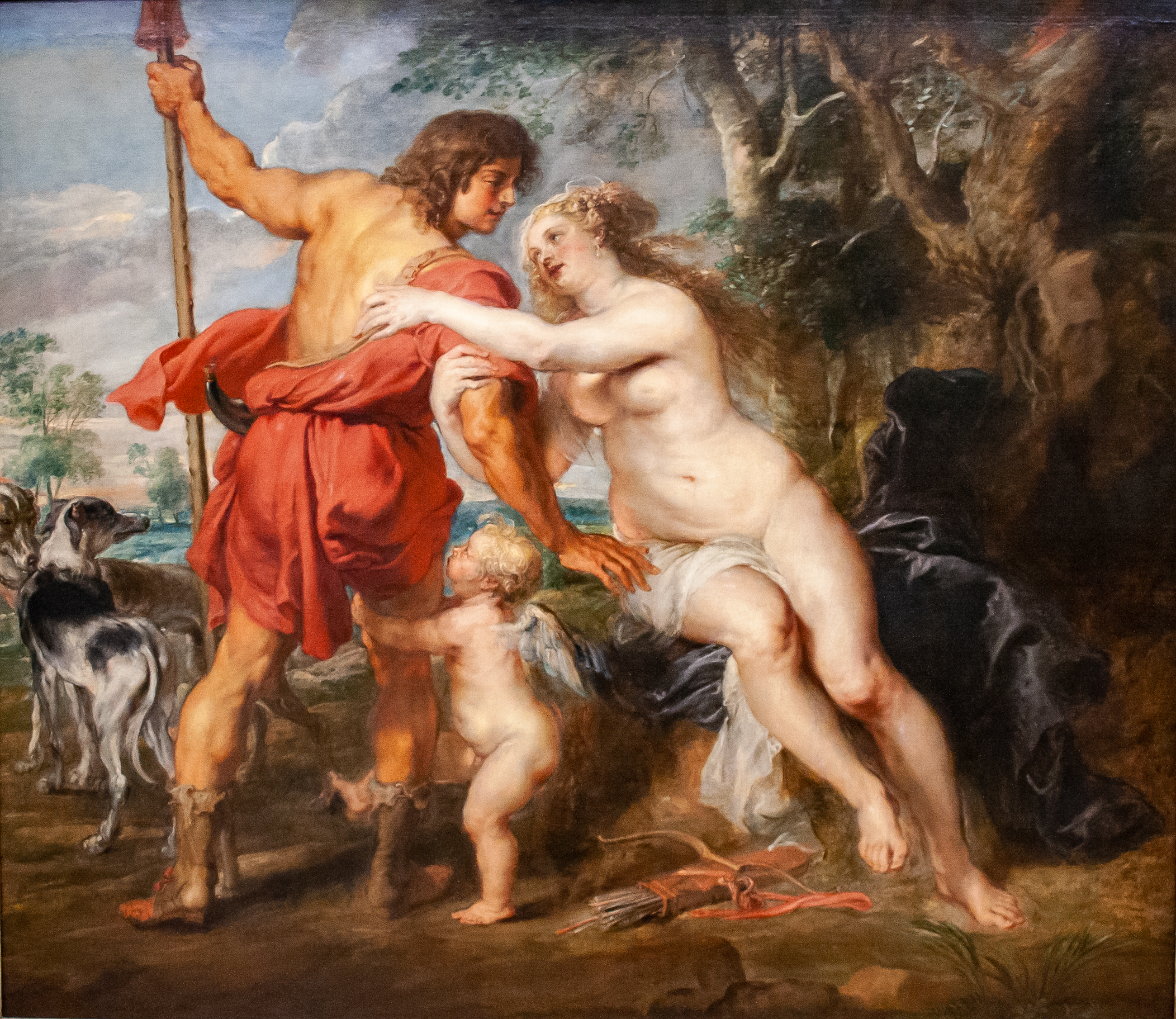
维纳斯和阿多尼斯
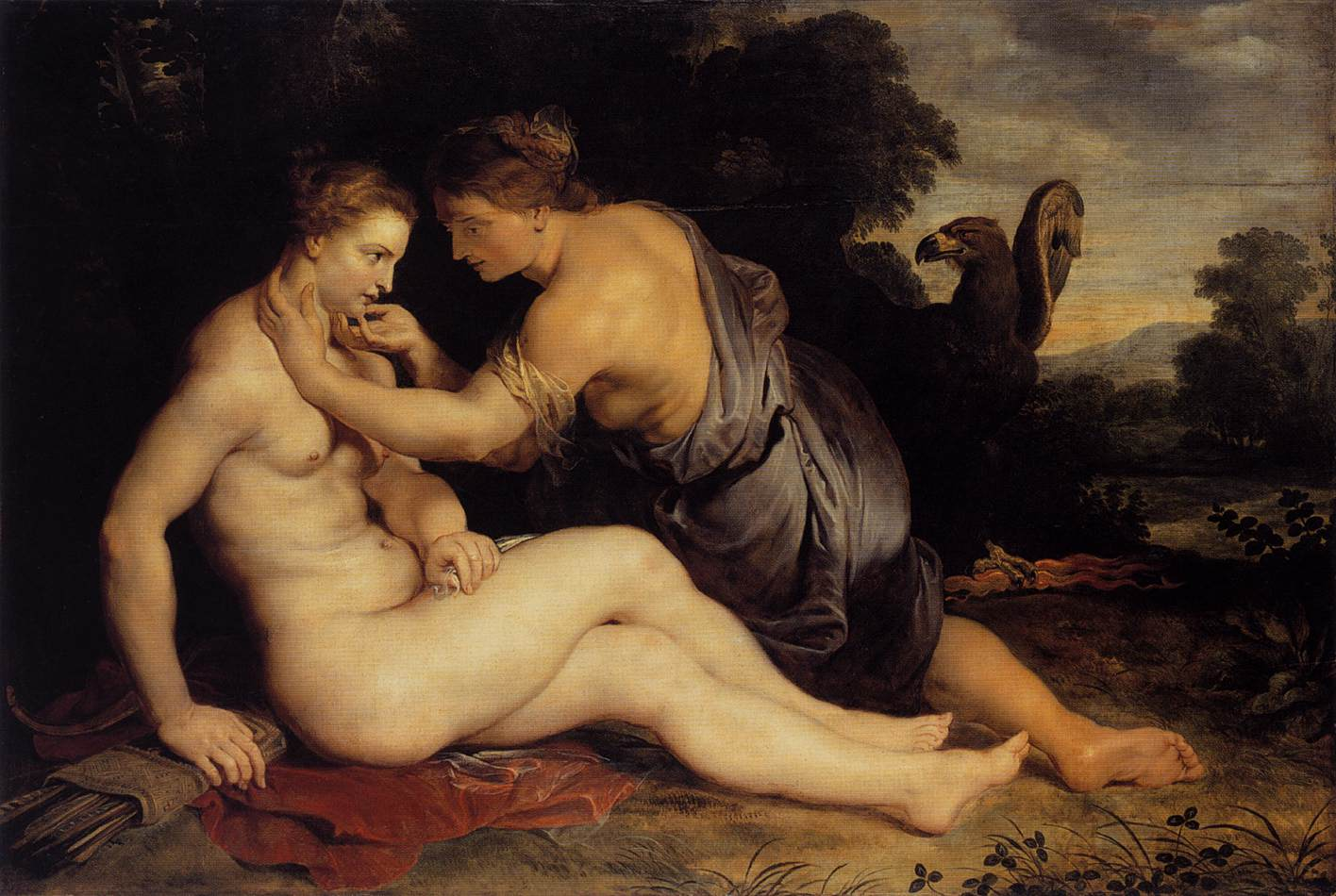
朱比特及卡利斯托，1613年

玛丽·德·美第奇系列（1622-1625）
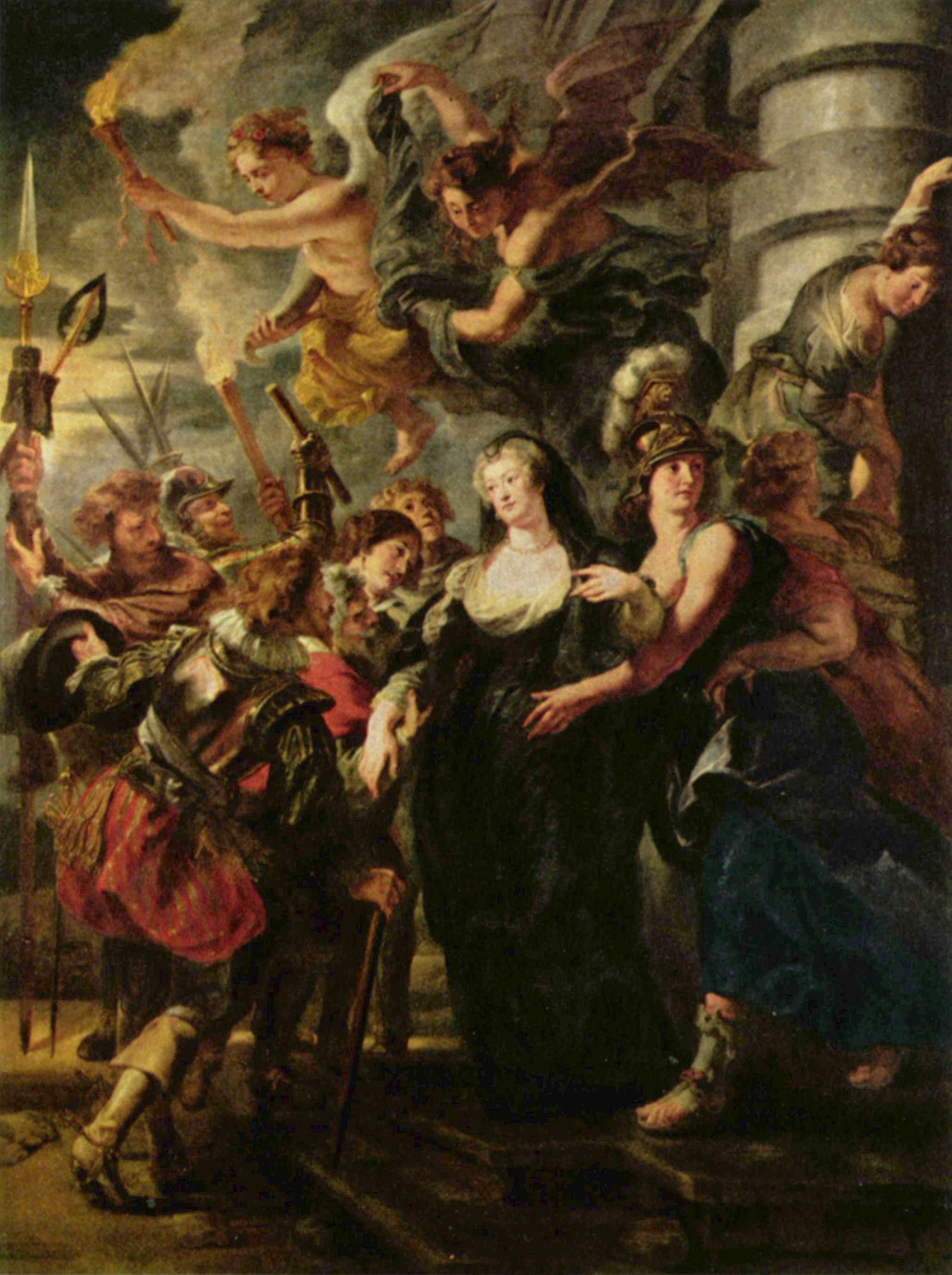
玛丽·德·美第奇系列，从布卢瓦出發
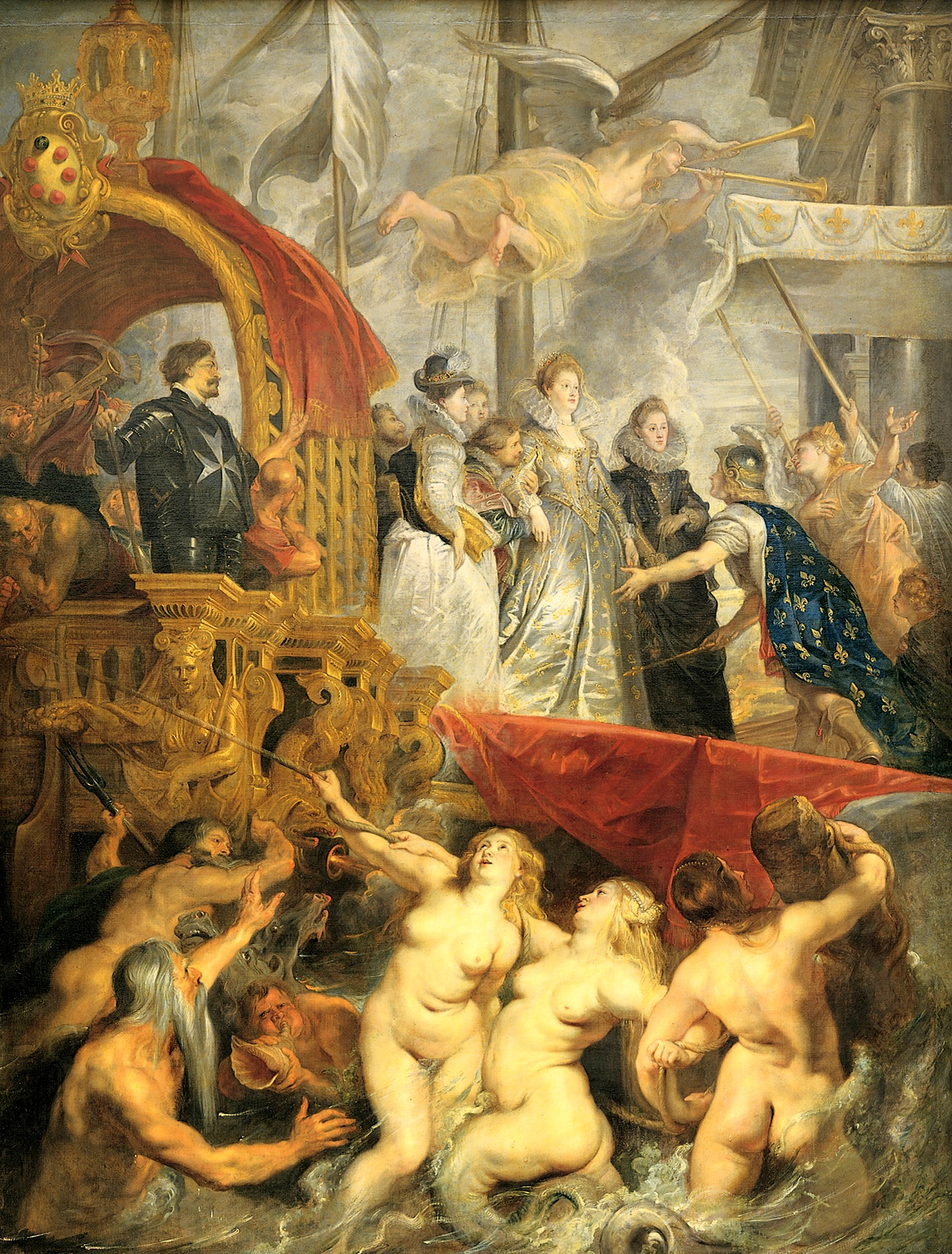
玛丽·德·美第奇抵达马赛
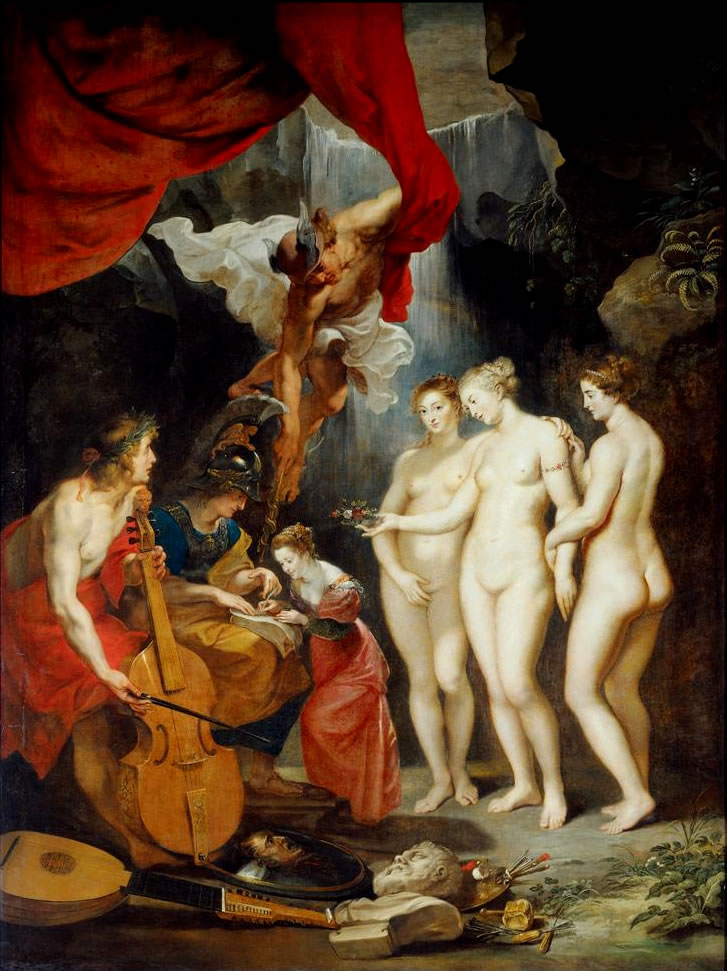
公主的教育
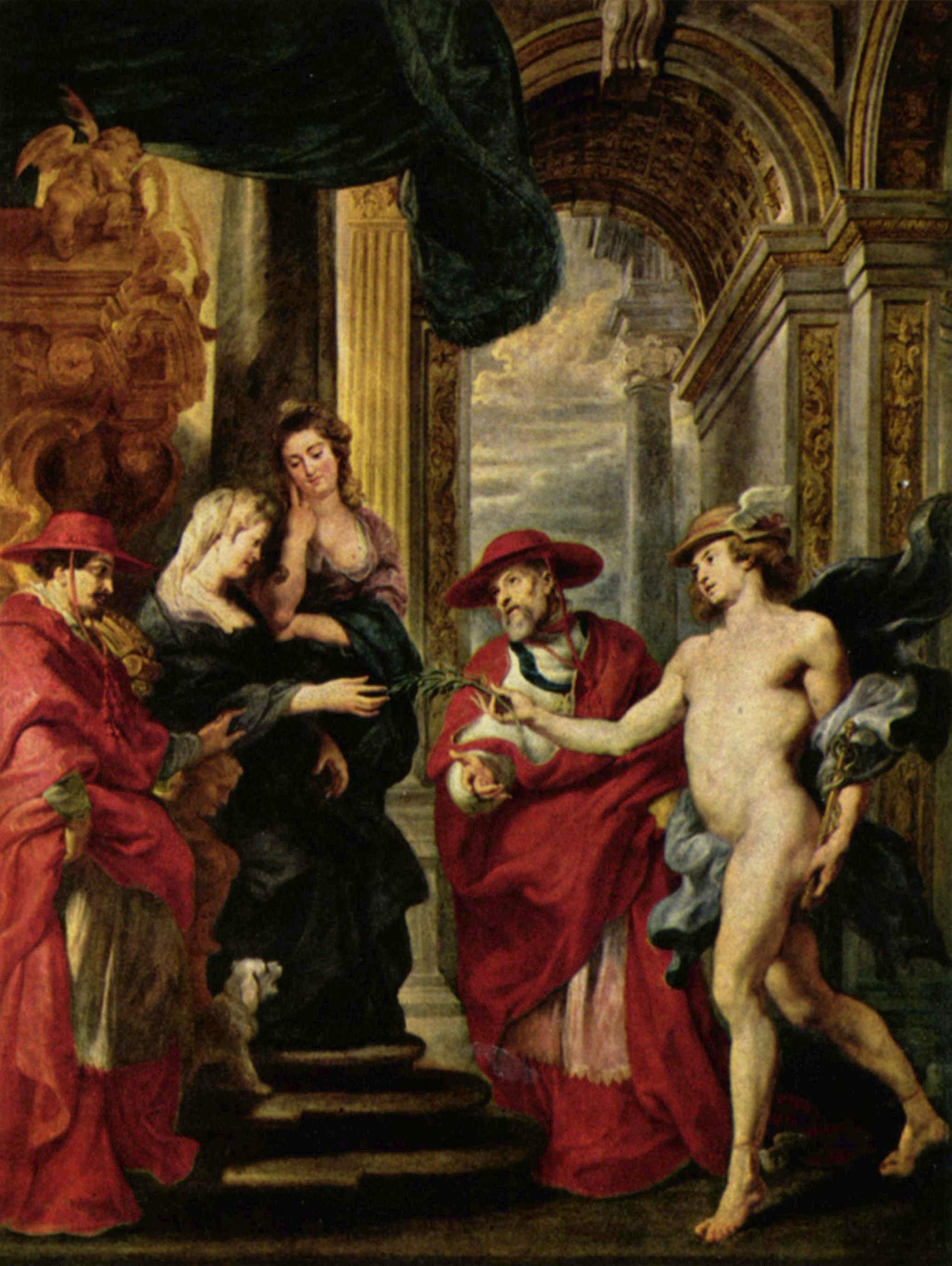
在昂古莱姆谈判

- 宗教畫
- 无原罪聖母
- 圣家
- Herodes的盛宴
- 所羅門王
- 被诅咒者的堕落

裸體
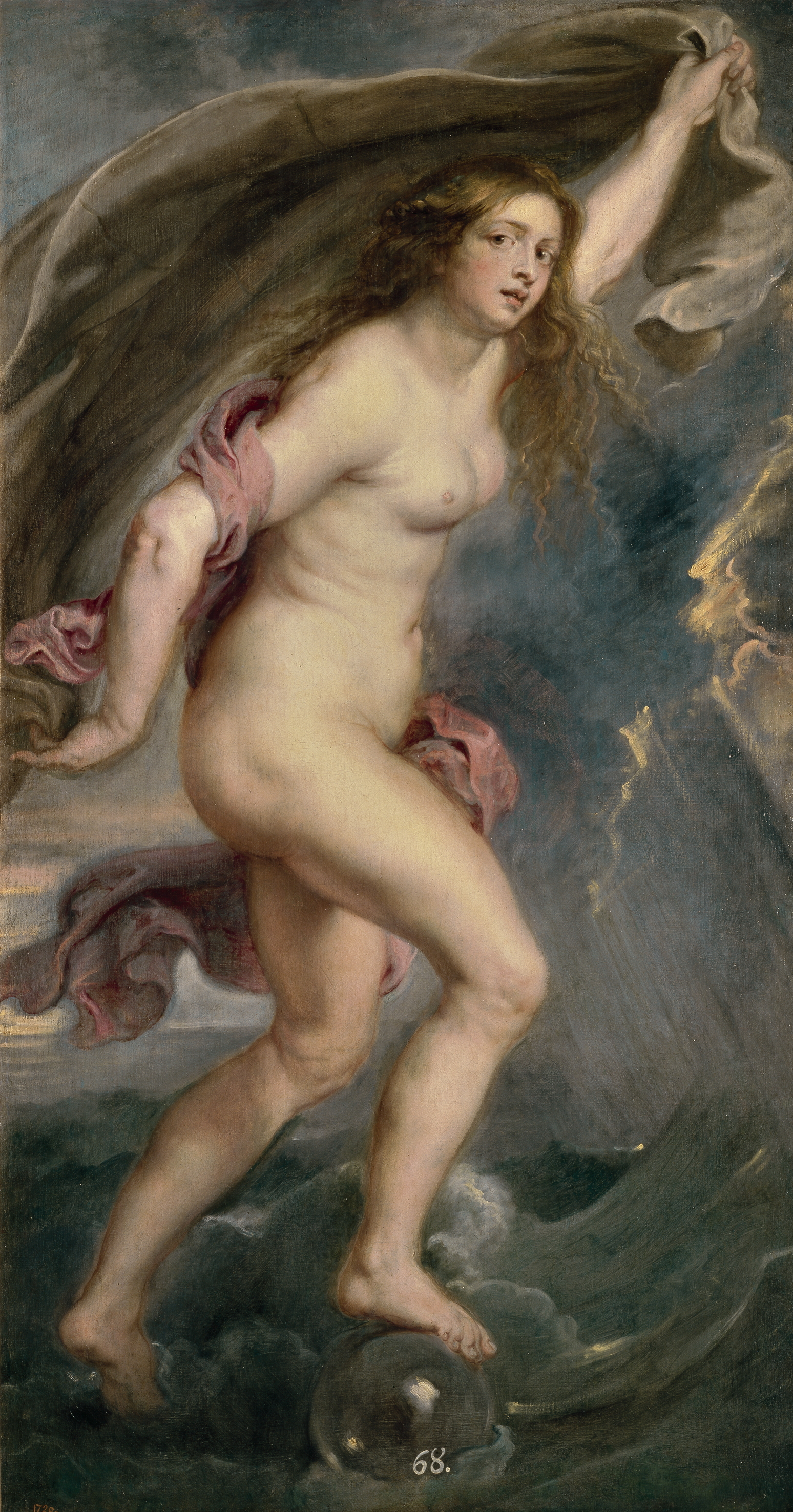
福爾圖娜，1638年
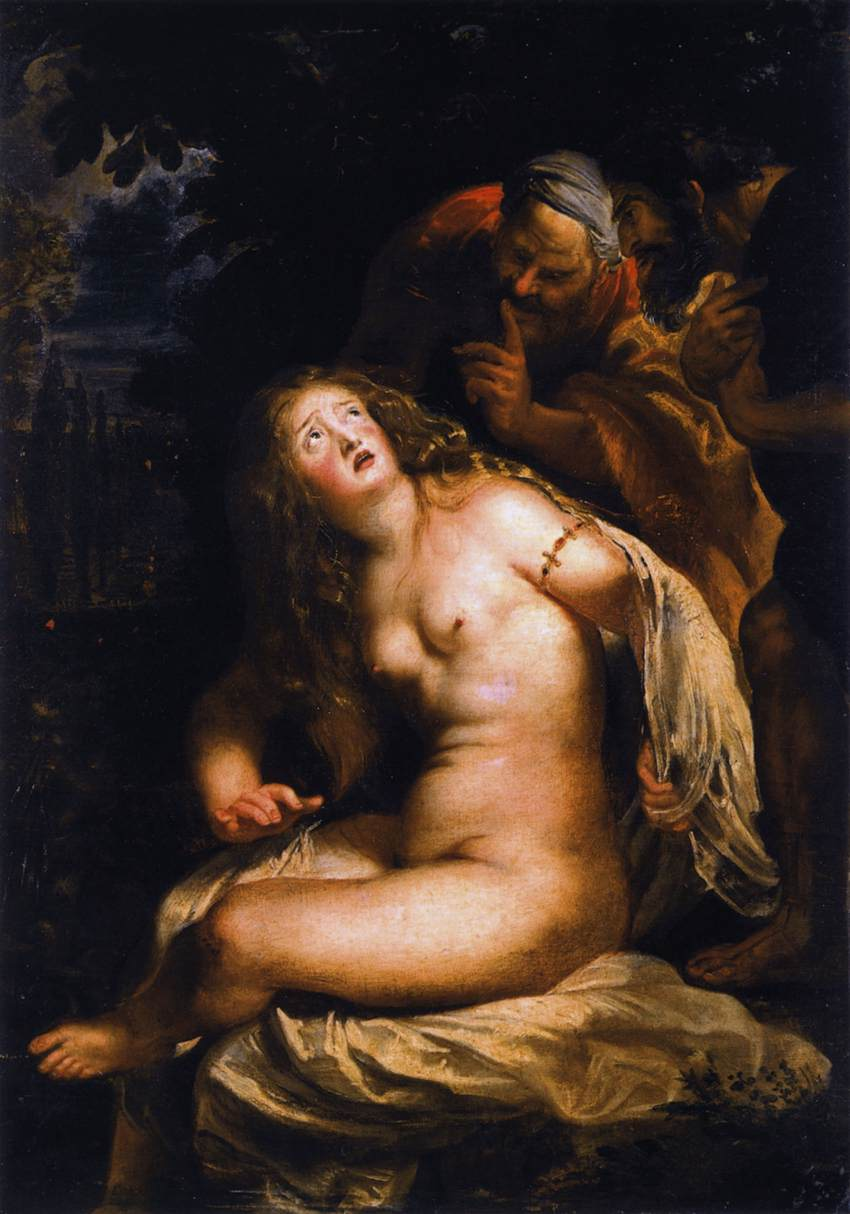
苏珊娜和长者，1608年
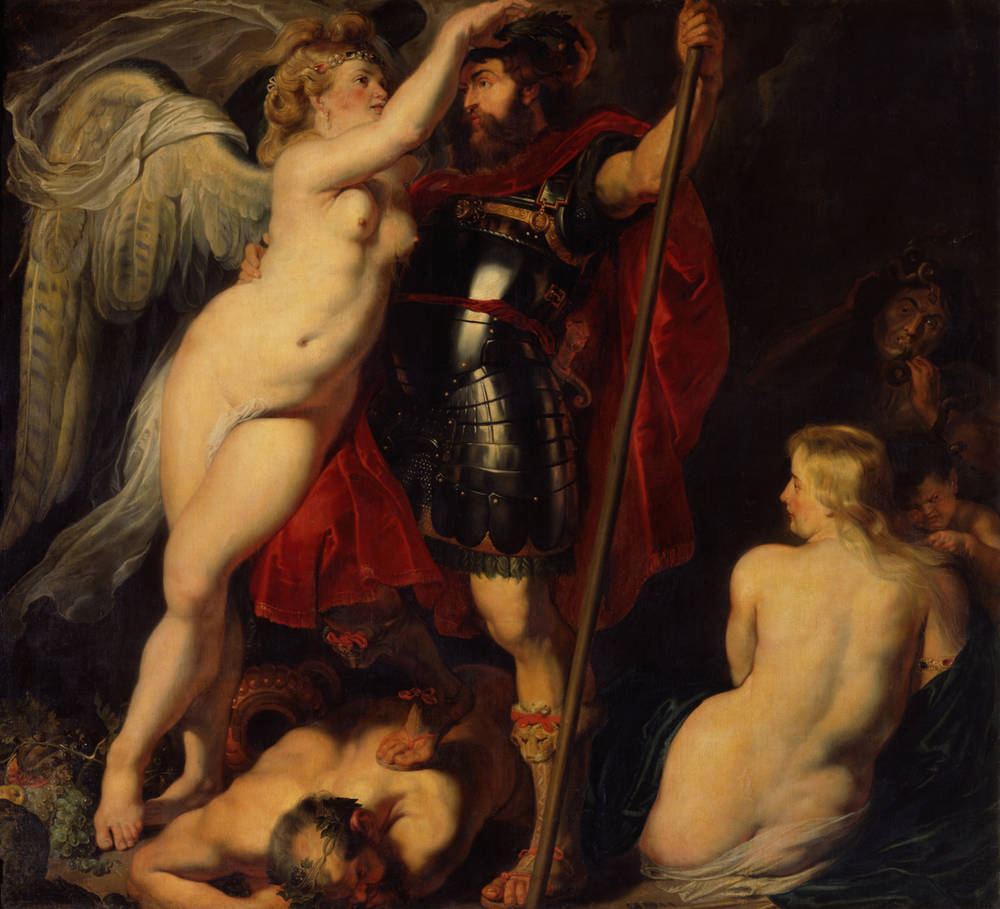
德性的勝利，1608年
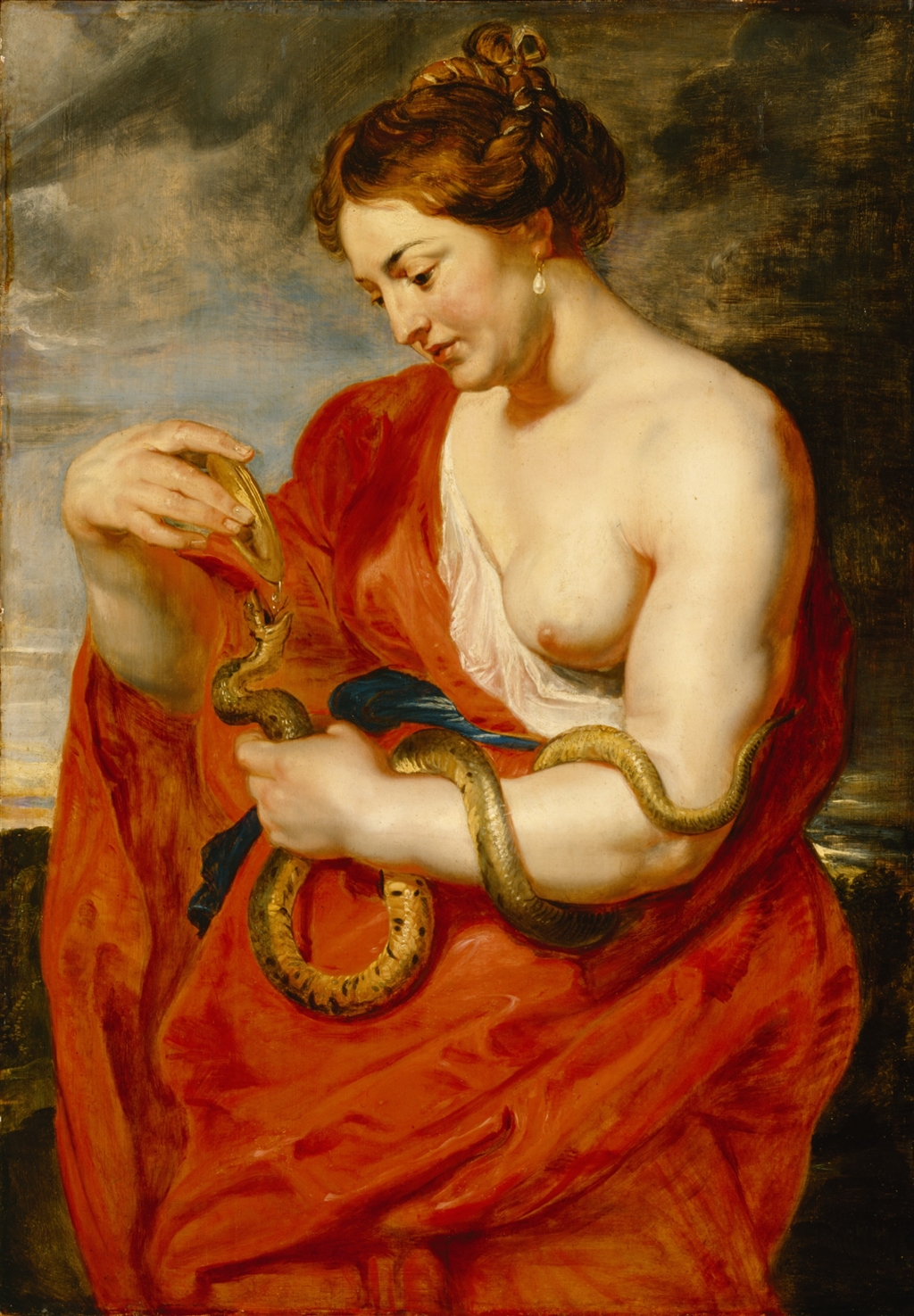
许癸厄亚，1615年
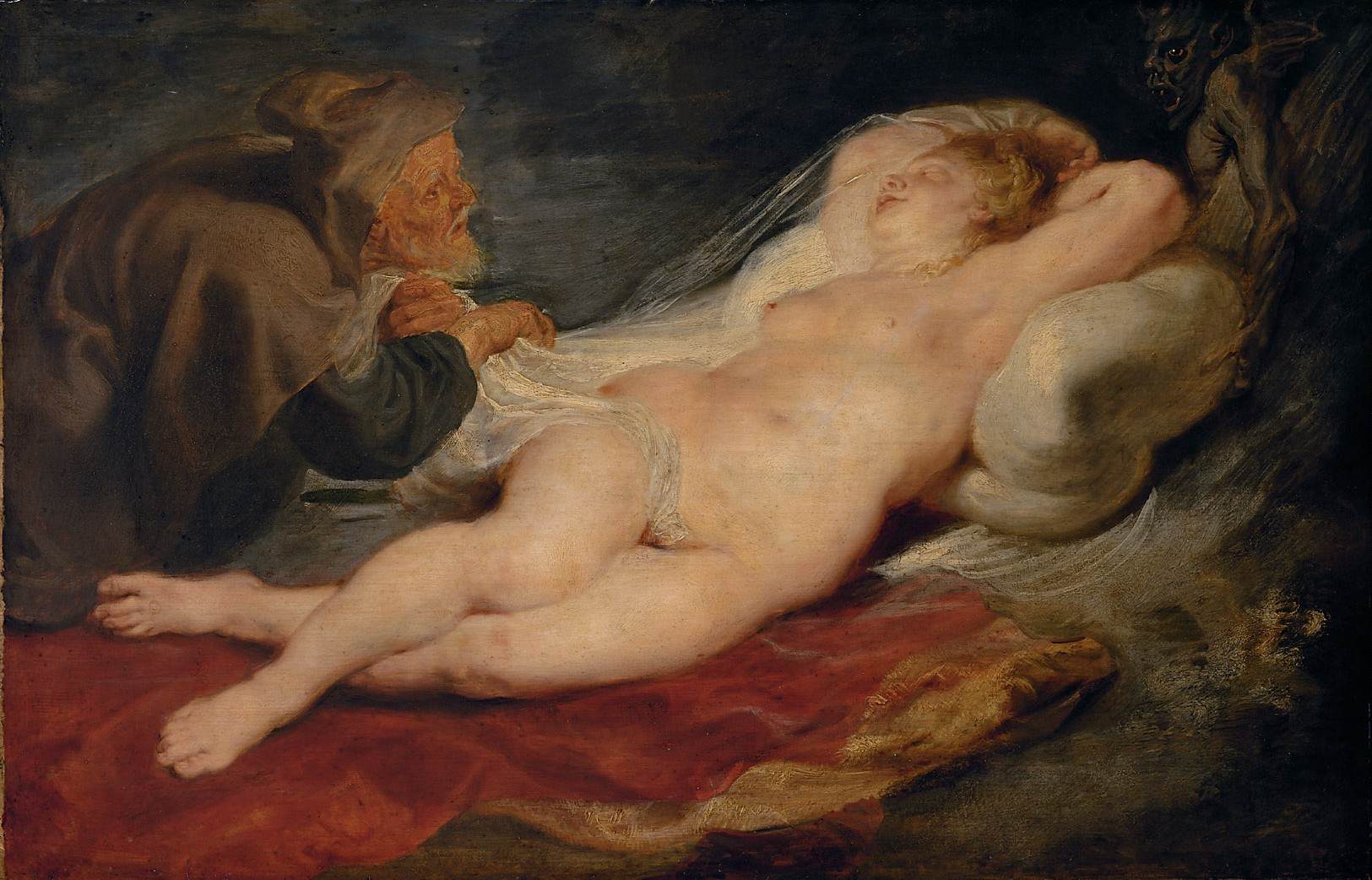
Ermit和睡著的Angelica
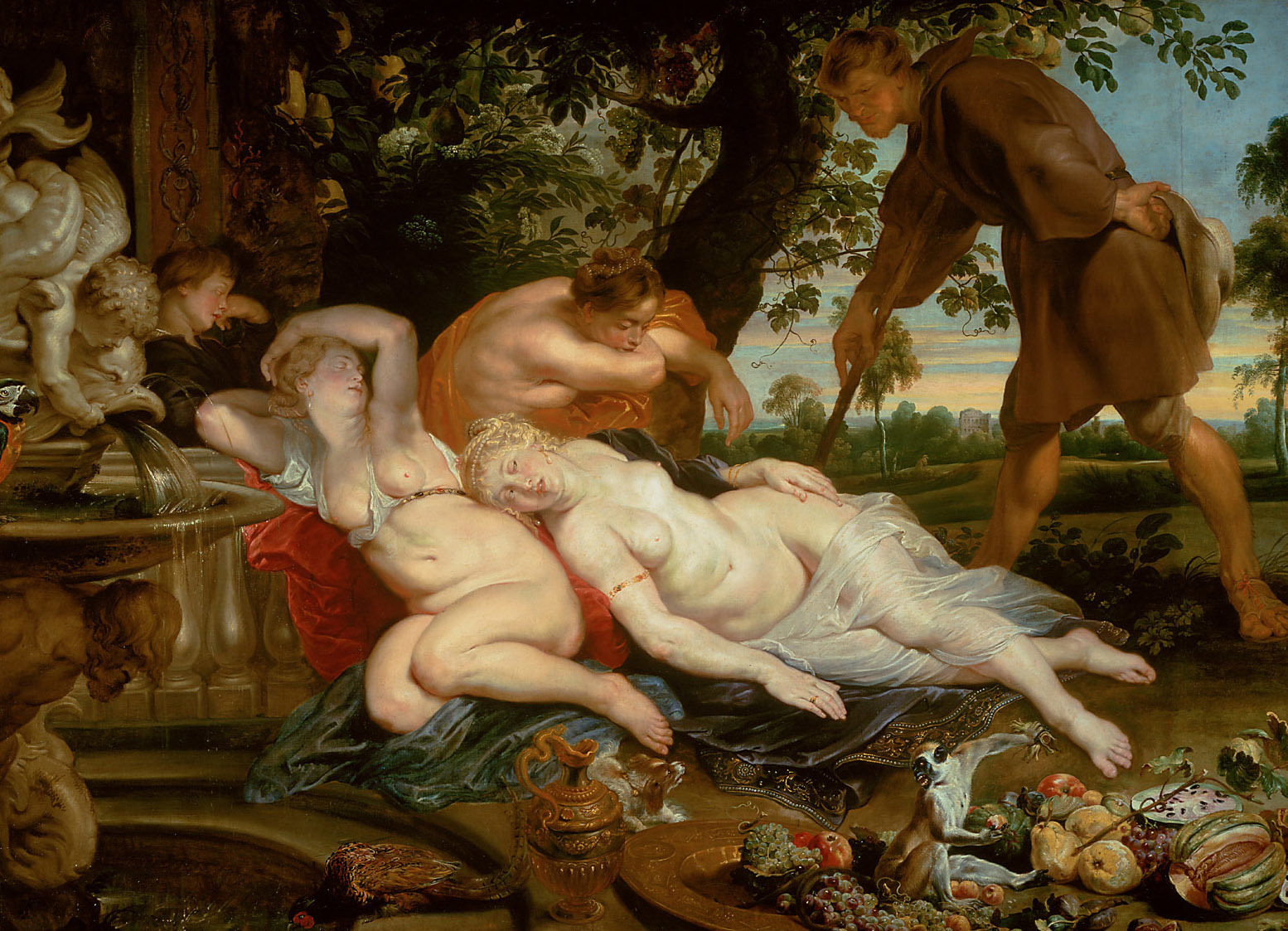
Cimone和Efigenia
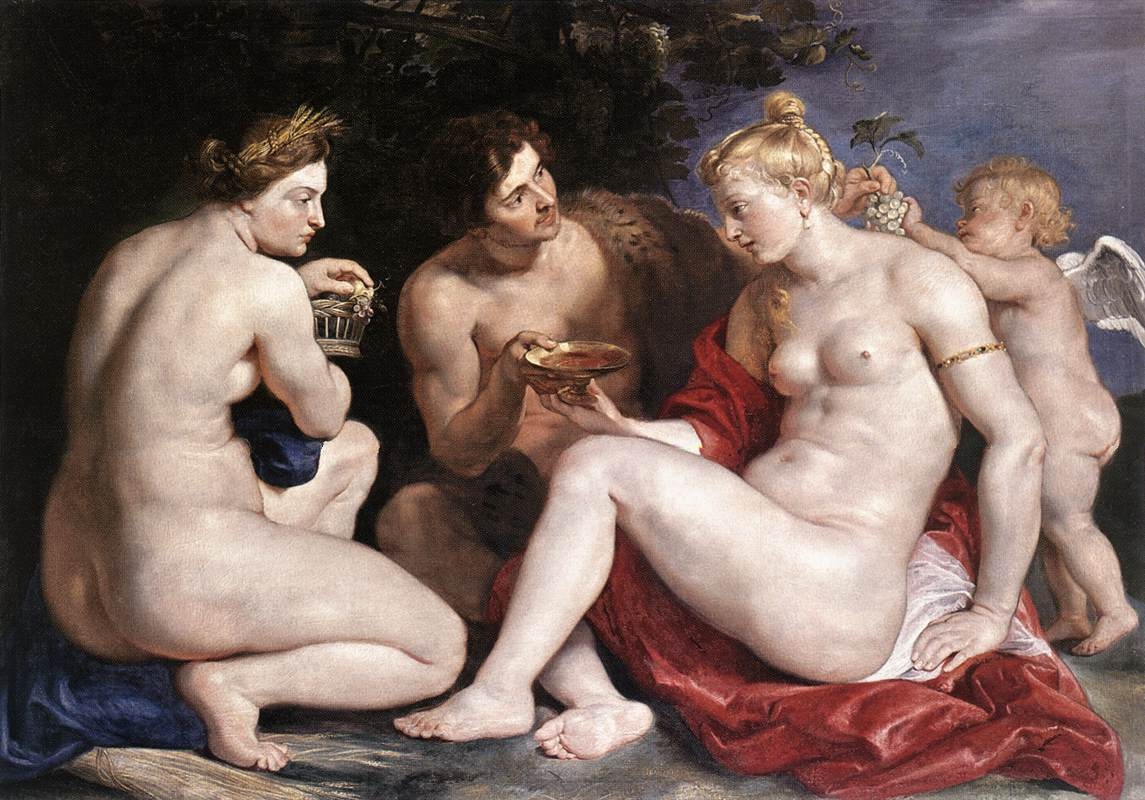
维纳斯，丘比特，Baccchus及塞雷斯
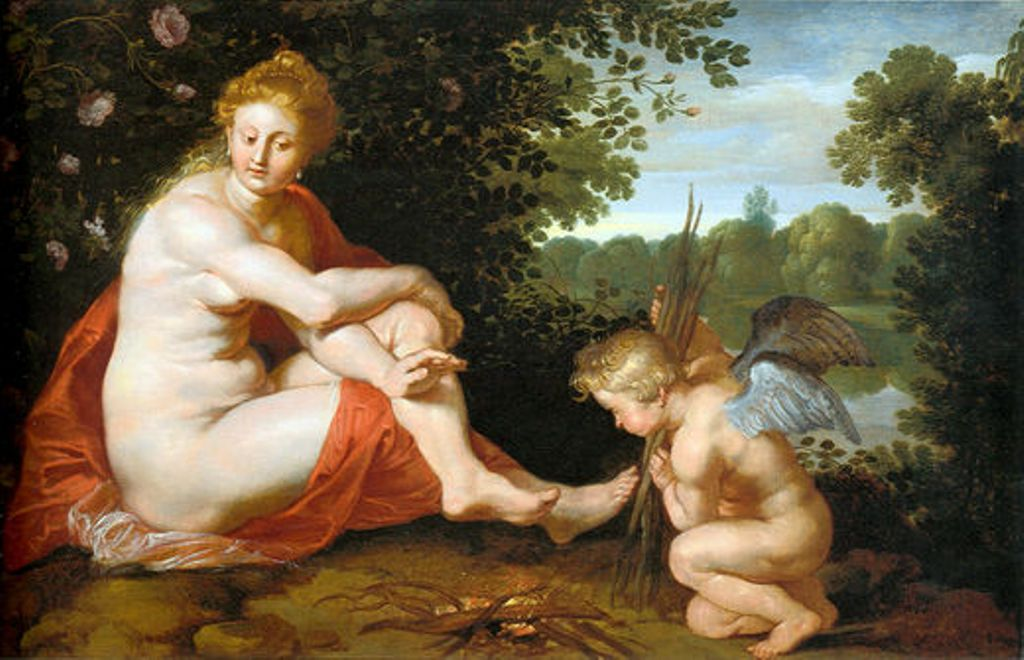
Amor和Venus

海倫娜和有關的畫
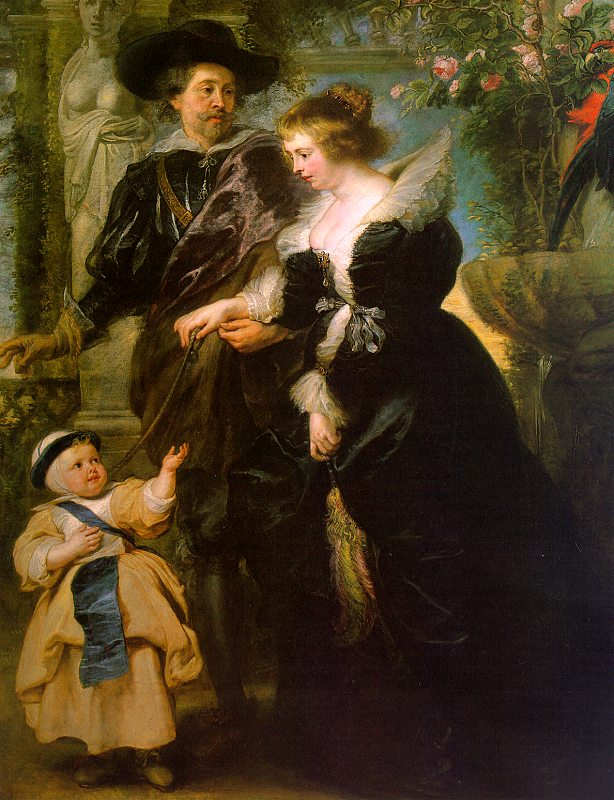
海倫娜、鲁本斯和他们的孩子保羅，1639年
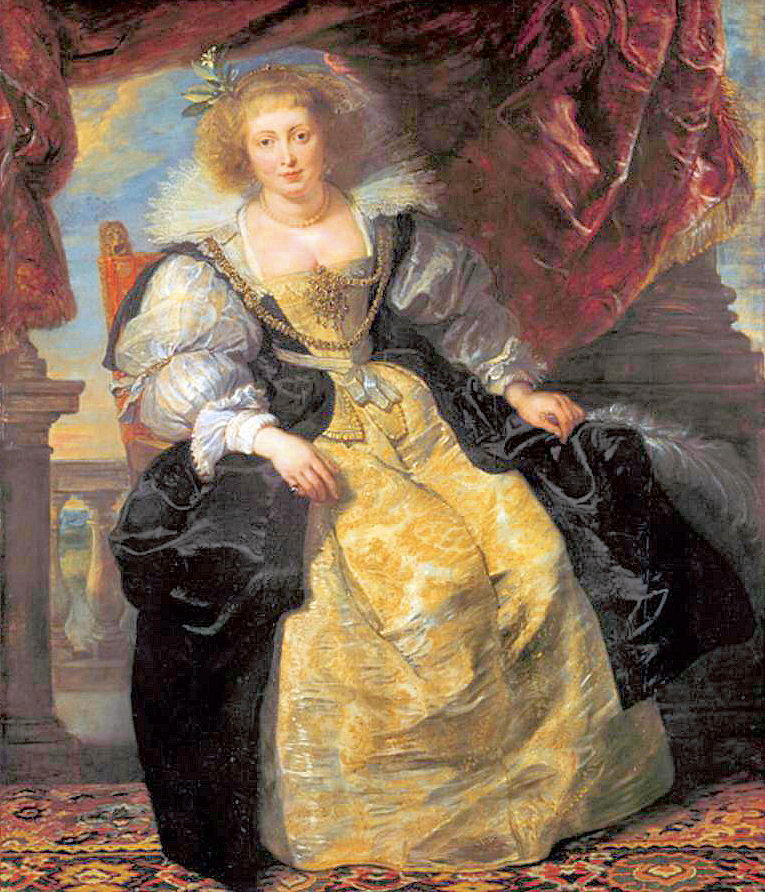
著新娘禮服的海伦娜，1630年
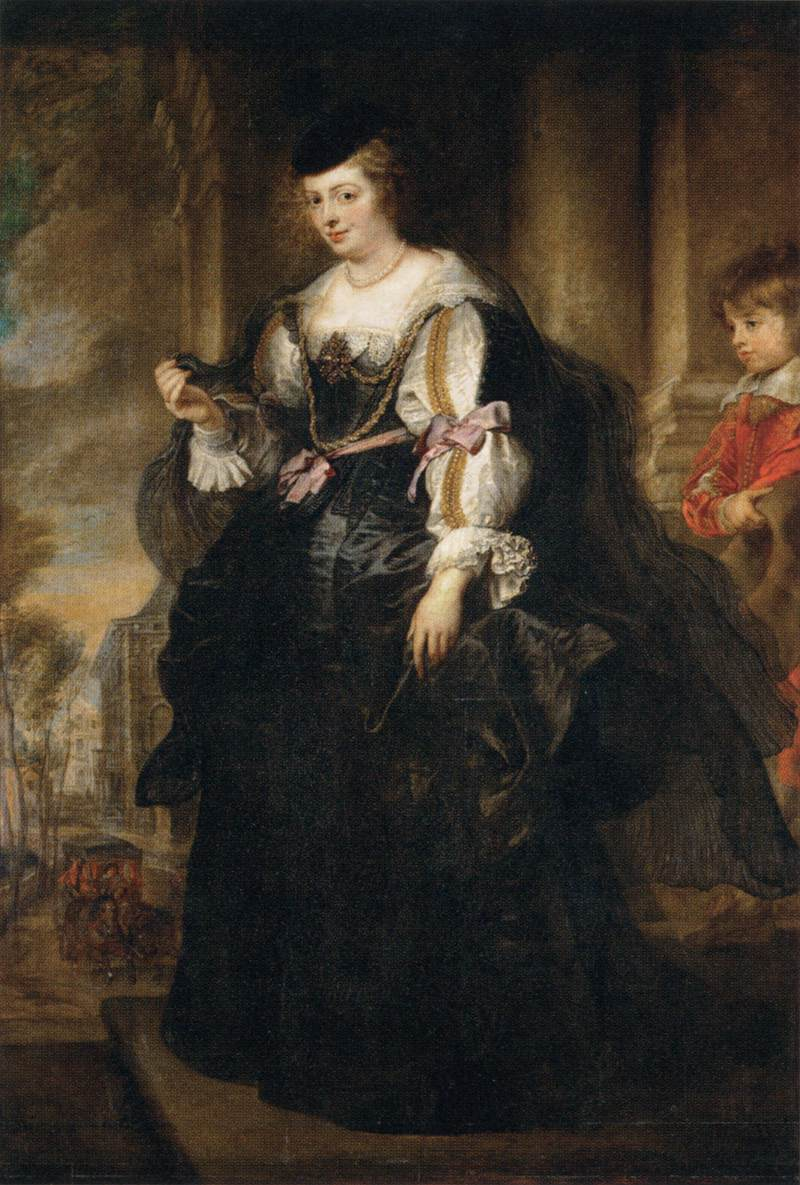
海伦娜和馬車，1639年
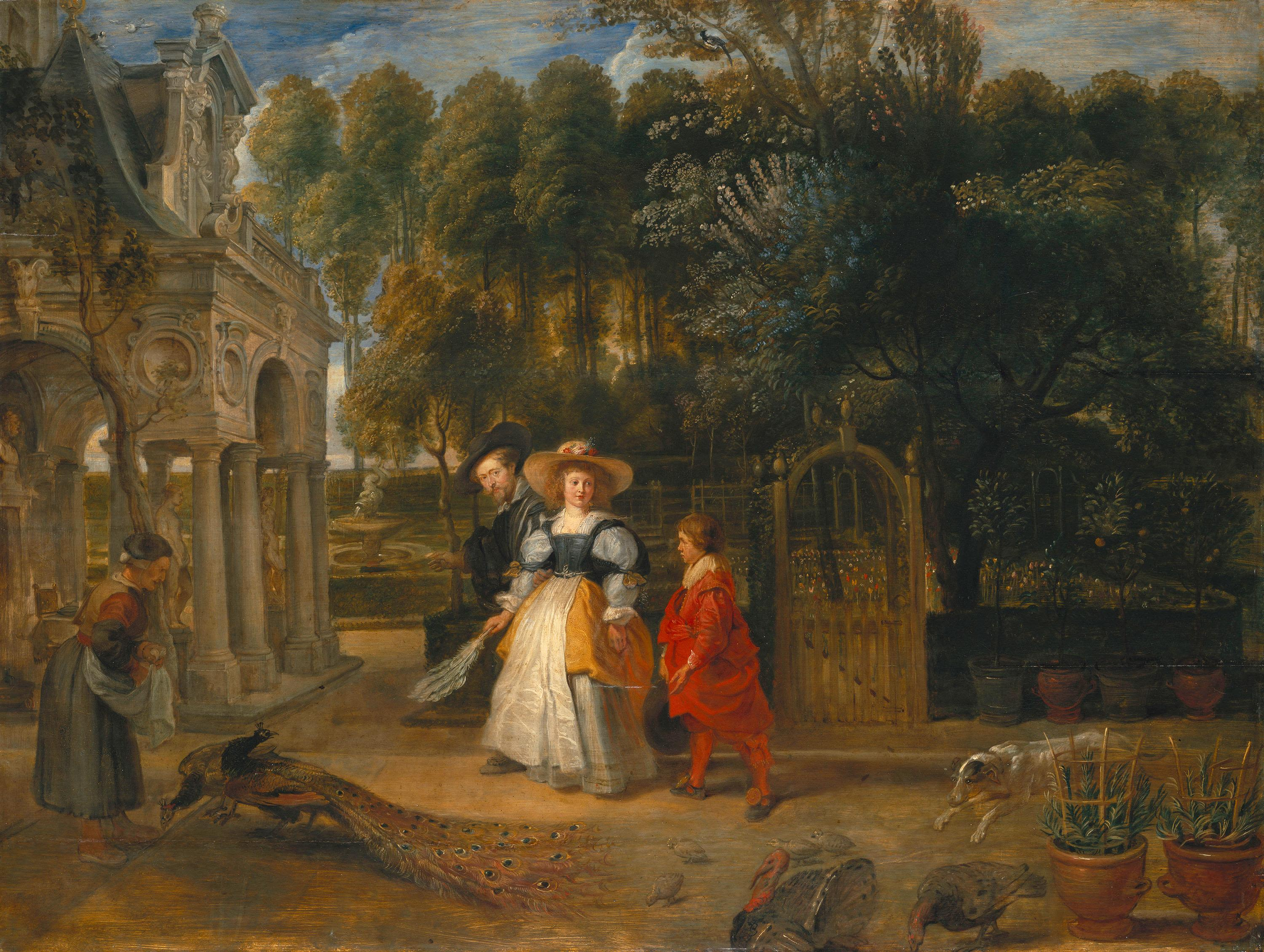
海倫娜、鲁本斯和他们的孩子，約1640年
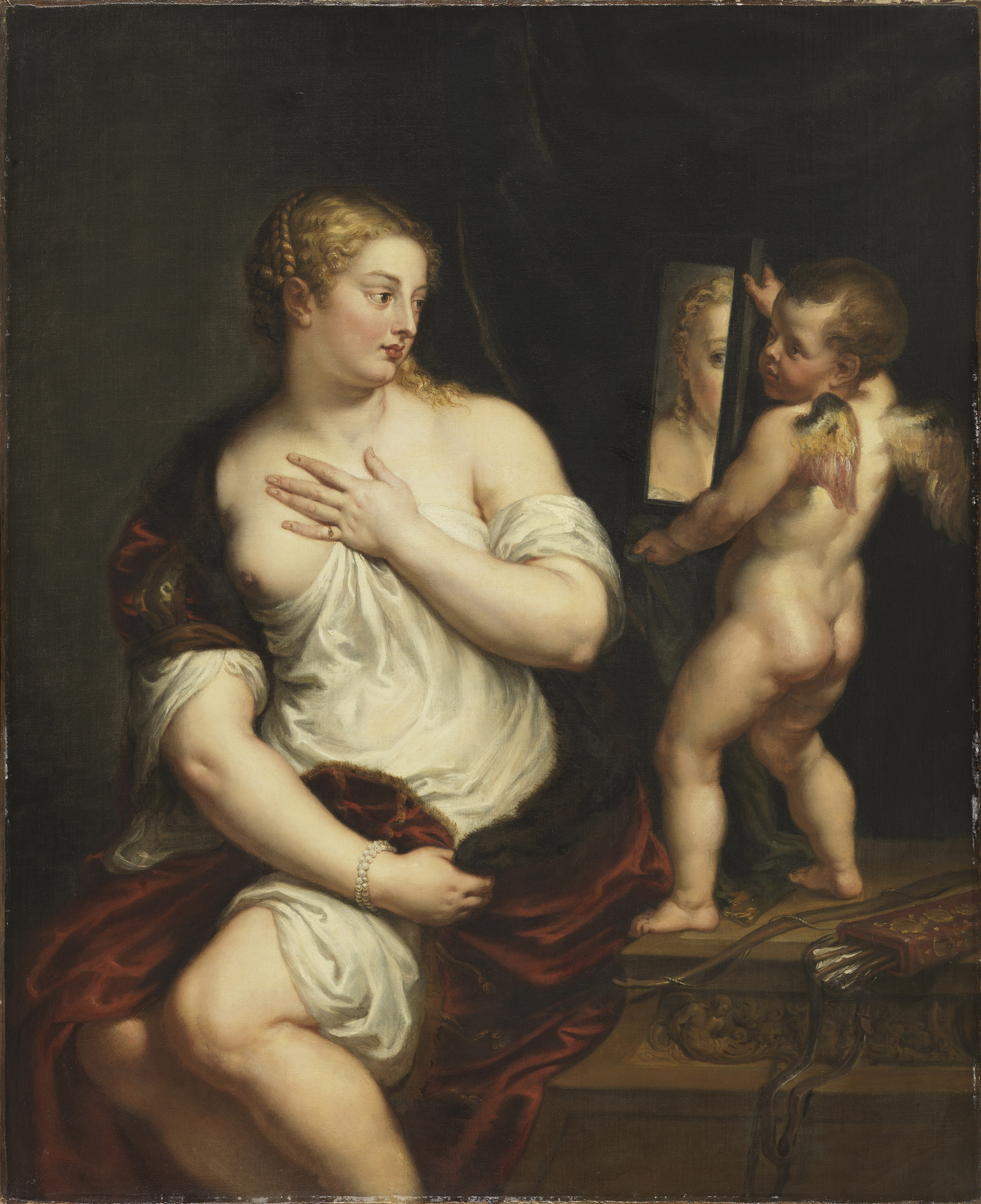
維納斯及丘比特，1640年
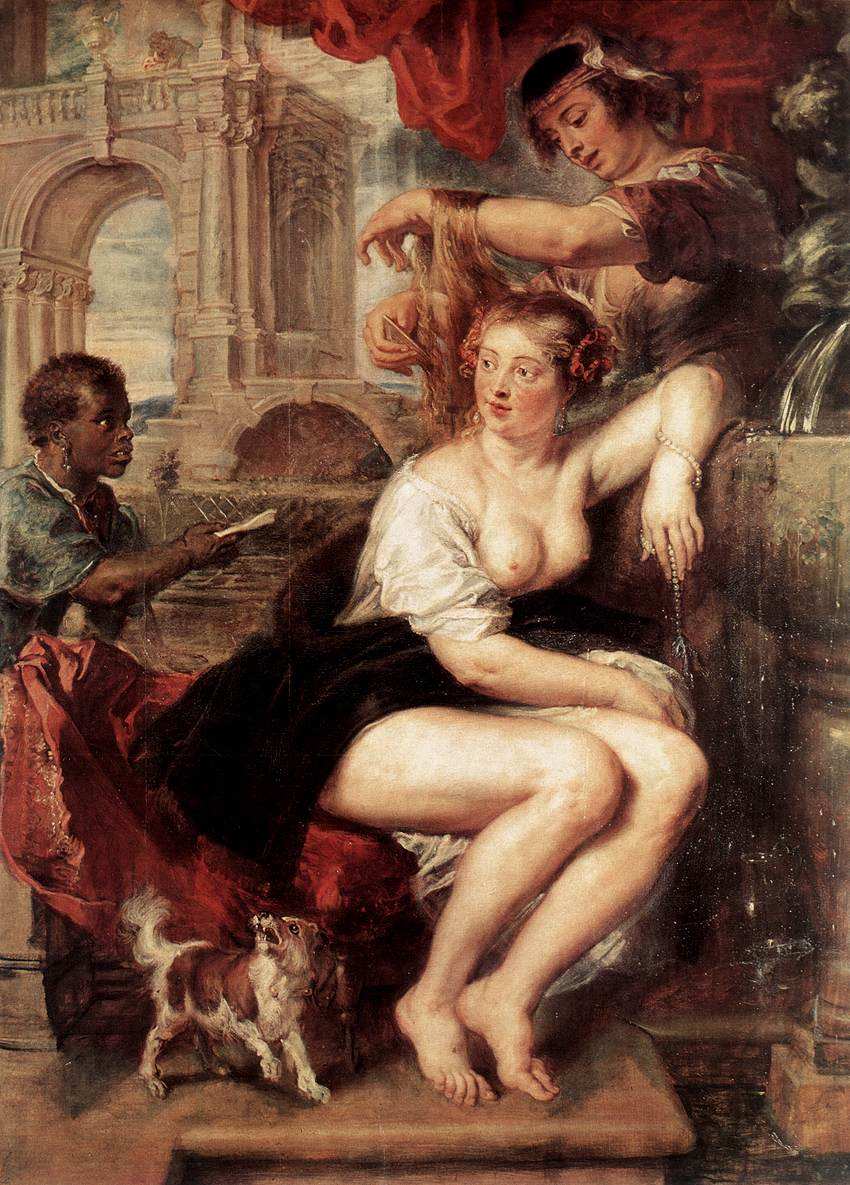
在喷泉的拔示巴，1635年
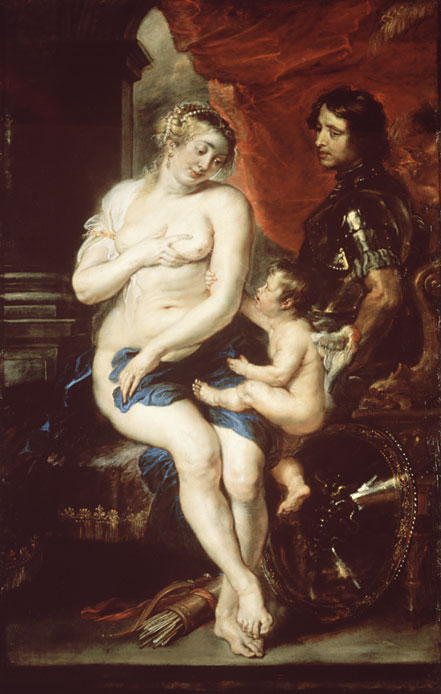
維納斯、瑪爾斯及丘比特
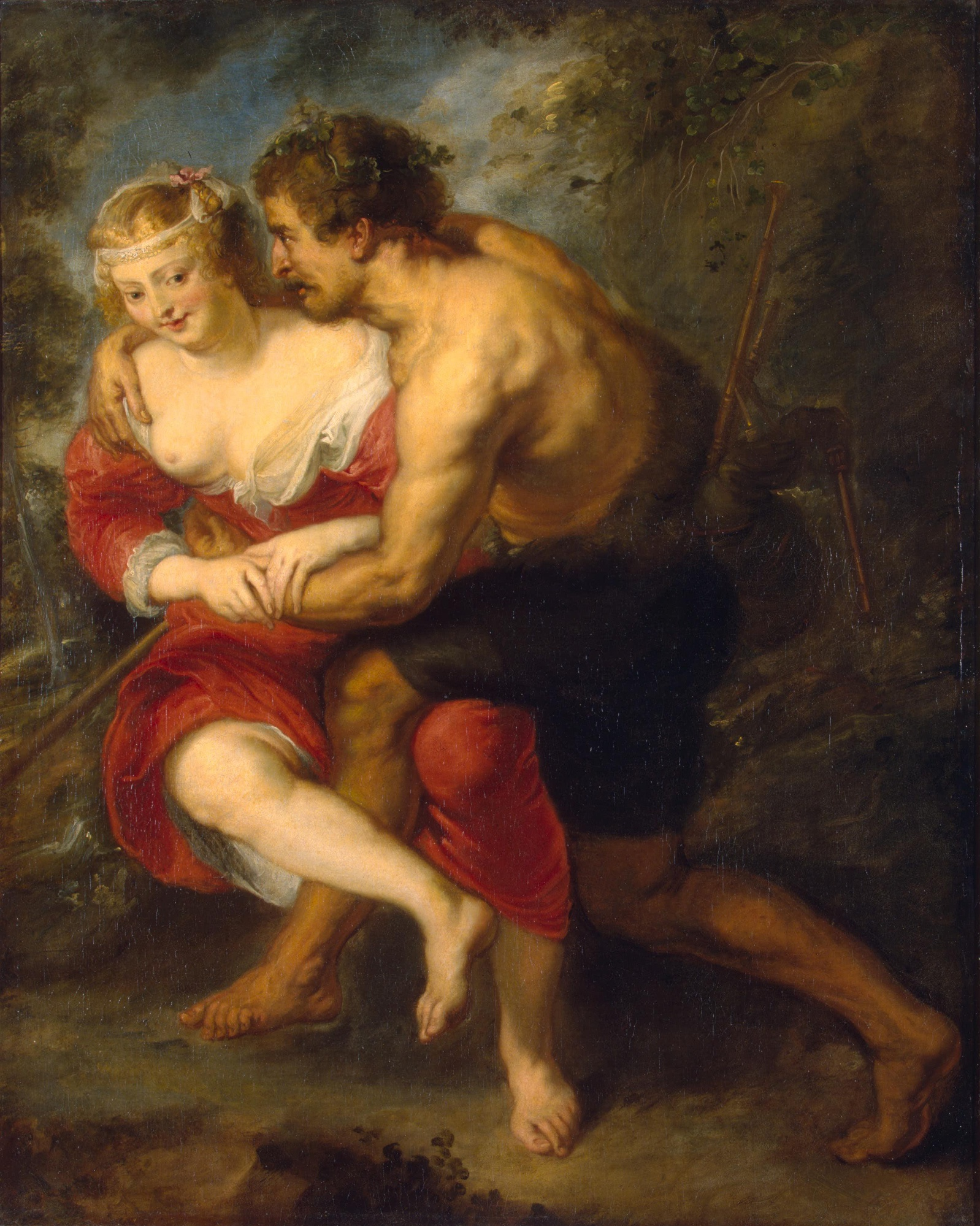
田园风光，1636年

草稿
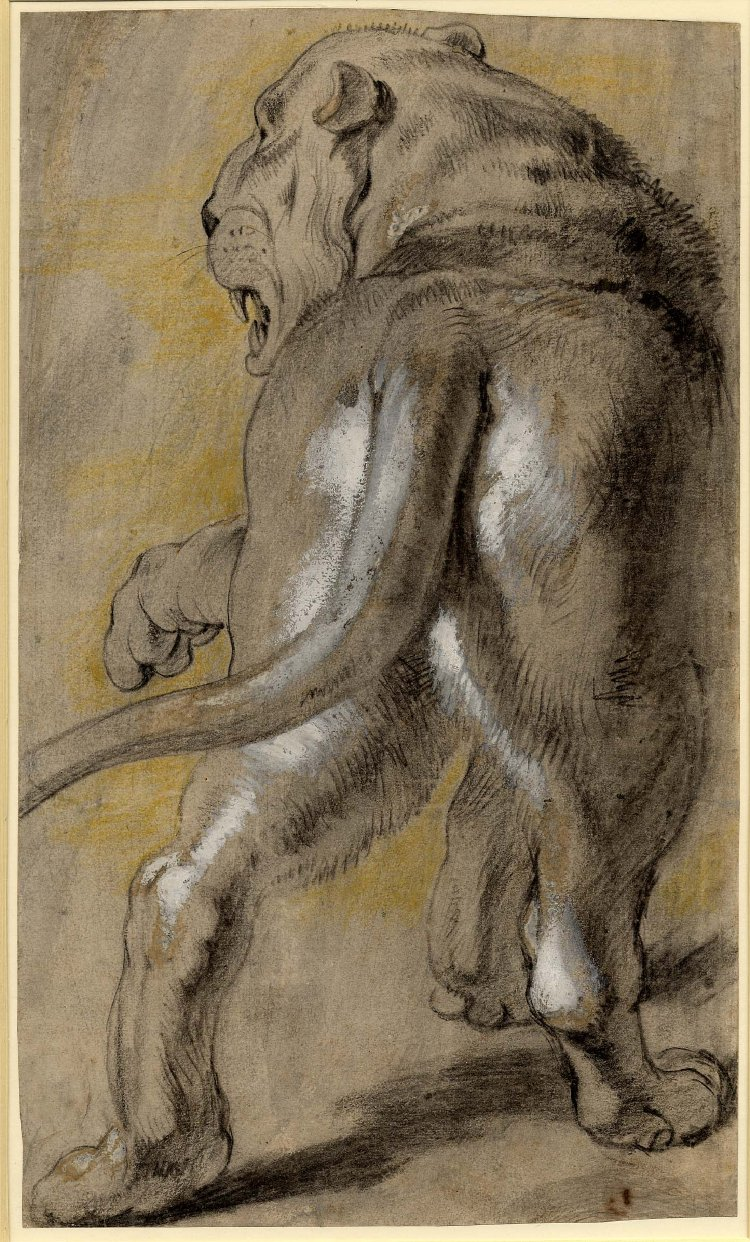
獅子，約1614-1615年
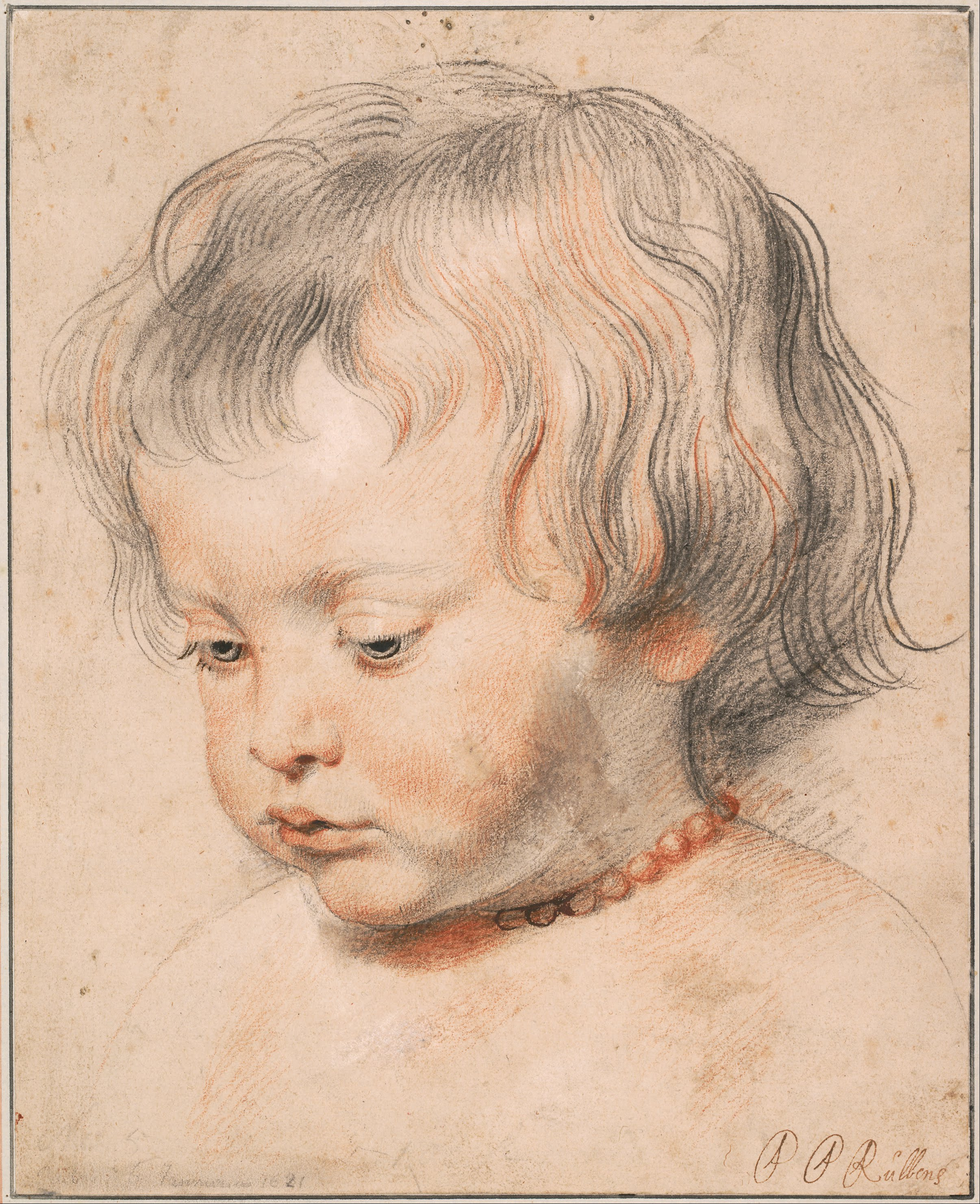
魯本斯的兒子，尼古拉斯，1621年
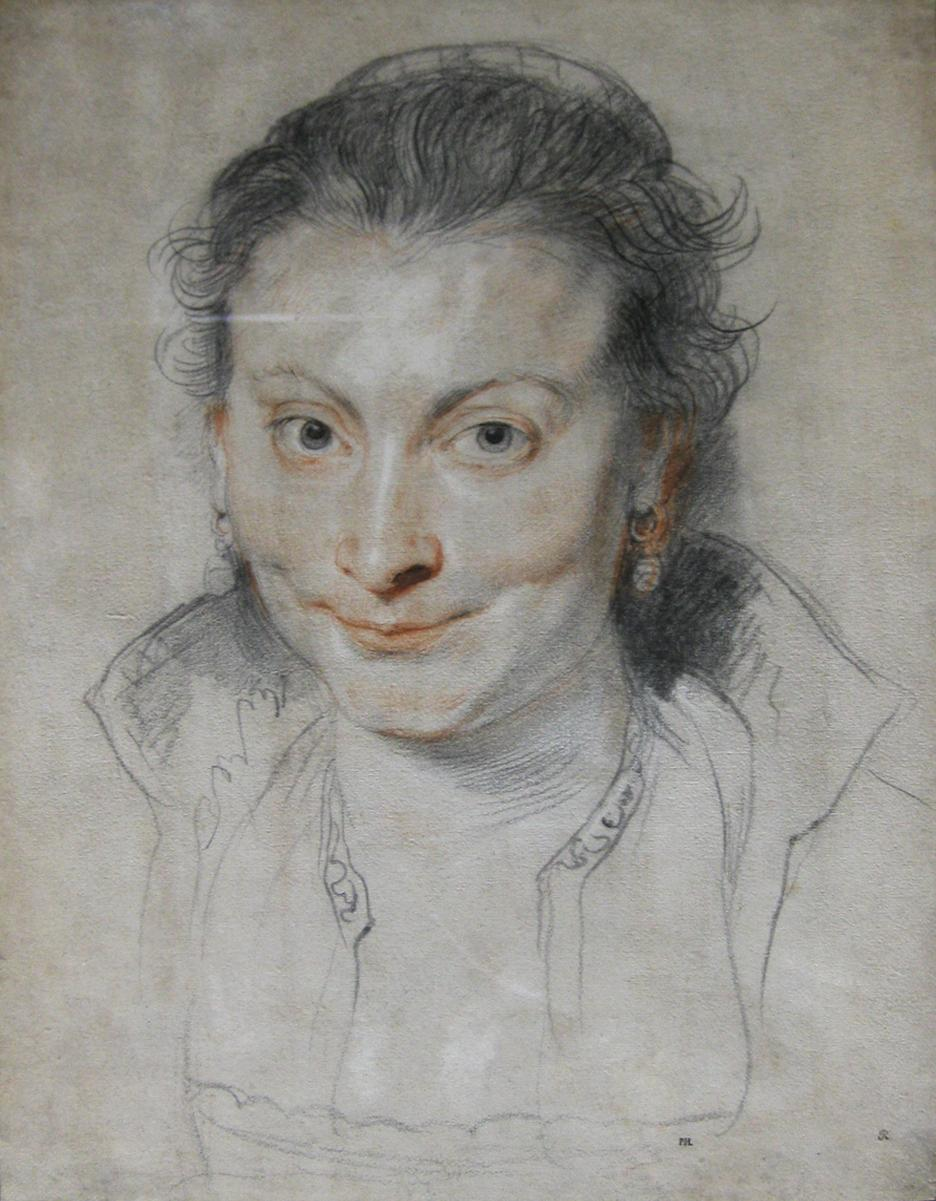
伊莎貝拉（第一任妻子），約1621年
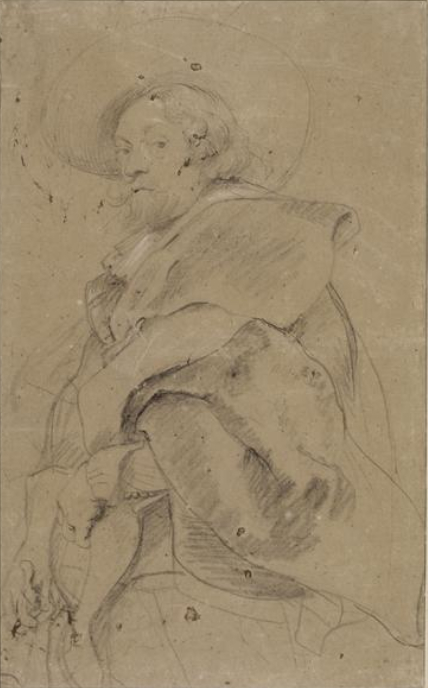
彼得·保羅·魯本斯的自畫像，約1636年

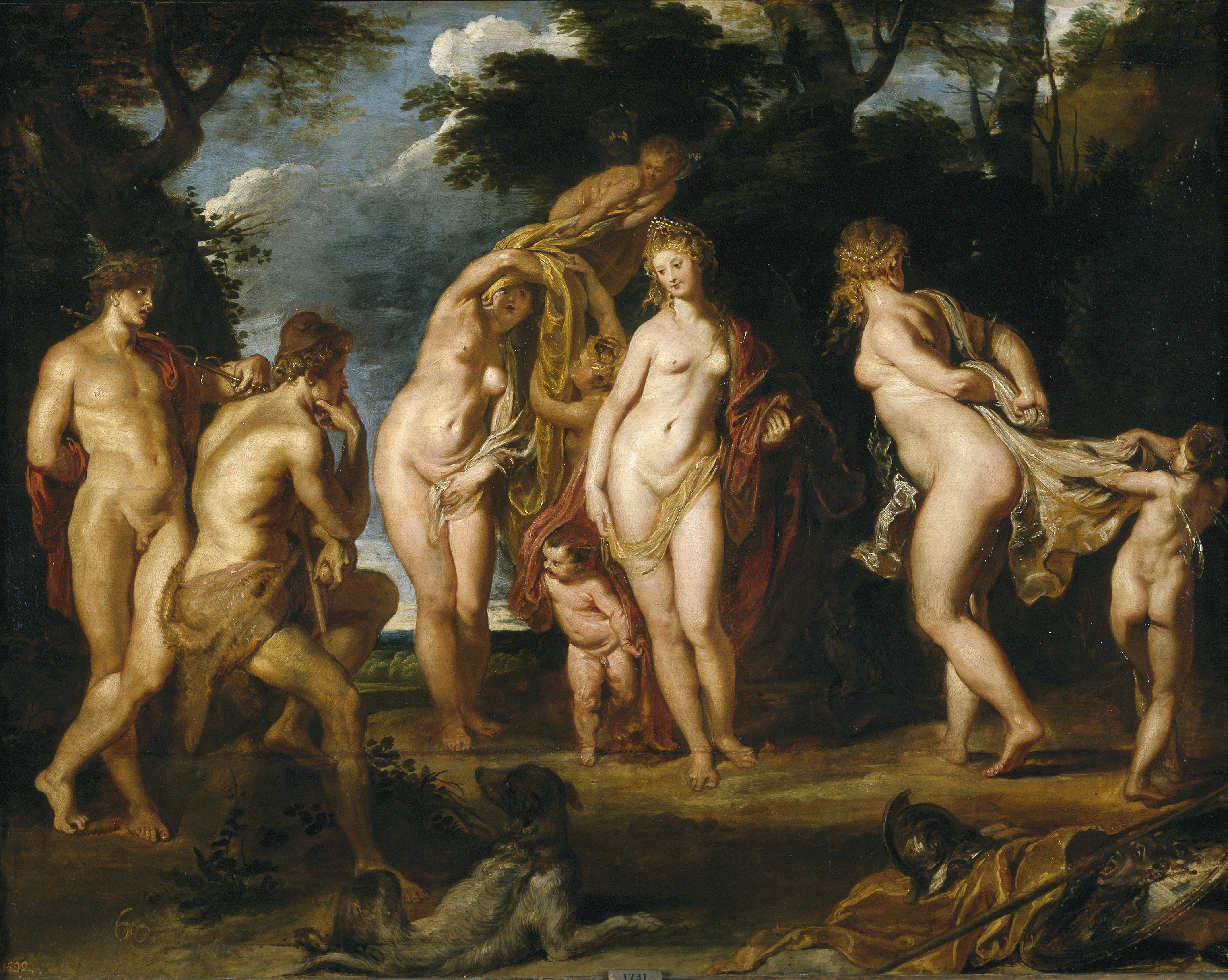
《帕里斯的评判》

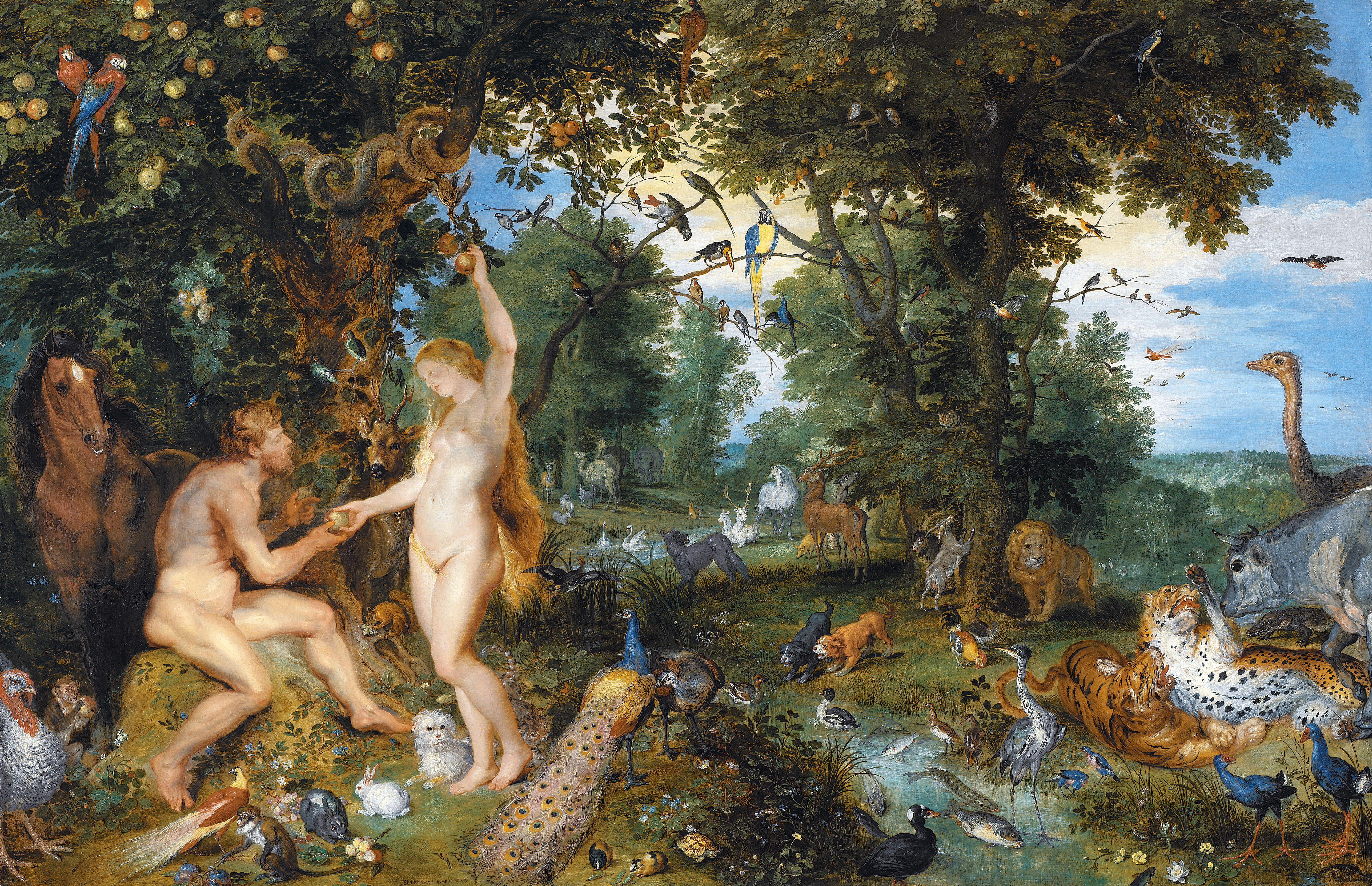
老扬·勃鲁盖尔及彼得·保羅·魯本斯所畫的《伊甸園與亞當的墮落》

## 流行文化
在薇達的小說《弗兰德斯的狗》中，主角龍龍和阿忠希望在一生中可以看到魯本斯的二幅畫：《上十字架》及《下十字架》，這也是故事的高潮，因為他們在一個很冷的聖誕夜，偷偷地在安特衛普大教堂見證了繪畫之美，第二天他們被人發現凍死在三聯畫的前面。

## 其他
鲁本斯故居：现位于安特卫普市中心的这所住宅中，鲁本斯在这里和他的家人度过了25年，拥有美丽的后花园。是数万名喜欢鲁本斯的游客必到之处。安特卫普绿色广场（Groenplaats）上，树立着画家的青铜雕像。